# Matti Nykänen
Matti Ensio Nykänen (wym. [ˈmɑtːi ˈnykænɛn] ( odsłuchaj); ur. 17 lipca 1963 w Jyväskylä, zm. 4 lutego 2019 w Lappeenrancie) – fiński skoczek narciarski, reprezentant klubu Jyväskylän Hiihtoseura, wielokrotny medalista igrzysk olimpijskich, mistrzostw świata i mistrzostw świata w lotach, trener narciarski. Uważany jest za jednego z najlepszych skoczków narciarskich w historii. W latach 1996–1998 nosił nazwisko Paanala.
Mistrzostwo olimpijskie zdobywał czterokrotnie (trzy indywidualne i jedno drużynowe), wicemistrzostwo – jednokrotnie. Na mistrzostwach świata w narciarstwie klasycznym wywalczył dziewięć medali – jeden indywidualny i cztery drużynowe złote, jeden indywidualny srebrny oraz dwa indywidualne brązowe i jeden drużynowy brązowy. Zdobył również pięć medali mistrzostw świata w lotach (po jednym złotym i srebrnym oraz trzy brązowe). Czterokrotnie zwyciężył w klasyfikacji generalnej Pucharu Świata, w ramach którego wygrał 46 konkursów, a 76 razy stawał na podium. Dwukrotnie triumfował w Turnieju Czterech Skoczni; tyleż samo razy wygrał Puchar KOP. Triumfator Turnieju Szwajcarskiego i Turnieju Czeskiego. W tych najwyższych rangą zimowych zawodach sportowych zdobył 86 miejsc na podium (50 razy był pierwszy, 24 drugi i 12 trzeci).
Zdobył mistrzostwo świata juniorów, dwukrotnie triumfował w mistrzostwach świata weteranów, trzynastokrotny mistrz Finlandii (łącznie dwadzieścia dwa medale). Pięciokrotnie ustanawiał lub wyrównywał rekord świata w długości skoku narciarskiego. Dwukrotnie wybrany Sportowcem Roku w Finlandii. Odznaczony Medalem Hollmenkollen.
Matti Pulli, trener Nykänena, do jego zalet zaliczał m.in. „charakter sportowca, który nigdy się nie poddaje, specjalną umiejętność latania, pasjonujący trening oraz nerwy ze stali”. Pulli większą niż inni trenerzy wagę przywiązywał do treningu siłowego, podczas którego Nykänen wykorzystywał ołowiane ciężarki. Trenując, potrafił oddawać 60 skoków dziennie. W czasie sportowej kariery ważył 60 kg przy wzroście 174 cm. Skakał na nartach marki Elan oraz Kneissl. W czasie lotu przekręcał narty lekko na prawą stronę, przez co zwiększał płaszczyznę lotu. Wobec swych rywali często pozostawał arogancki, nie nawiązywał z nimi również bliższych relacji.
Pozostaje jedynym skoczkiem w dziejach, który indywidualnie przynajmniej raz zdobył Puchar Świata, złoty medal igrzysk olimpijskich, mistrzostw świata, mistrzostw świata w lotach oraz wygrał Turniej Czterech Skoczni.
Po zakończeniu kariery sportowej został piosenkarzem, jego pierwsza płyta uzyskała status złotej. Został również celebrytą i bohaterem wielu głośnych skandali, związanych z nadużywaniem alkoholu i agresywnym zachowaniem.

## Przebieg kariery sportowej
Swój pierwszy skok Nykänen oddał w wieku siedmiu lat. 19 marca 1974 wystartował w swym pierwszym w życiu konkursie – w zawodach dla dzieci na ośmiometrowej skoczni zajął pierwsze miejsce.

### 1980/1981
Międzynarodową karierę rozpoczął w styczniu 1981 od startu w zawodach w Harrachovie i w Libercu, zaliczanych do Pucharu Świata. Sklasyfikowany w nich został dwukrotnie poza pierwszą piętnastką zawodników, otrzymującą punkty do klasyfikacji generalnej.
W lutym trener Hannu Lepistö, mimo zewnętrznej krytyki tego ruchu, powołał Nykänena na organizowane w zachodnioniemieckim Schonach im Schwarzwald mistrzostwach świata juniorów. Na skoczni Langenwald oddał skoki na odległość 92 m i 89 m, co dało mu złoty medal z notą 264,7 pkt. i z przewagą 12,7 pkt. nad drugim Austriakiem Ernstem Vettorim.
Miesiąc potem na rodzimej skoczni Salpausselkä w Lahti wystąpił w Pucharze Świata. W pierwszym konkursie uplasował się na szóstym miejscu, w kolejnym był drugi, przegrywając z Jarim Puikkonenem i po raz pierwszy w karierze stanął na pucharowym podium. Wziął również udział w zawodach w Falun i Oslo, gdzie sklasyfikowany został w trzeciej dziesiątce zawodników. Na Holmenkollen skakał również w konkursie festiwalowym, zajmując 28. miejsce. W klasyfikacji generalnej PŚ sezonu 1980/1981 z dorobkiem 30 pkt. został sklasyfikowany na 26. pozycji, ex aequo z Vettorim i Włochem Lidą Tomasim.

### 1981/1982
Sezon Nykänen rozpoczął od udziału w Turnieju Czterech Skoczni. W konkursie w Oberstdorfie odniósł swoje pierwsze zwycięstwo w zawodach zaliczanych do PŚ. Skoki na odległość 109 m i 104,5 m dały mu notę 241,4 pkt. W następnym konkursie, rozgrywanym w Garmisch-Partenkirchen, uplasował się na piątej pozycji i w klasyfikacji generalnej TCS spadł na drugą lokatę, wyprzedzony przez Manfreda Deckerta. W austriackiej części Turnieju skakał słabiej: w Innsbrucku zajął miejsce 32., a w Bischofshofen 37. W końcowej klasyfikacji Turnieju zajął 11. pozycję, a w cyklu Pucharu Świata zajmował miejsce piąte.

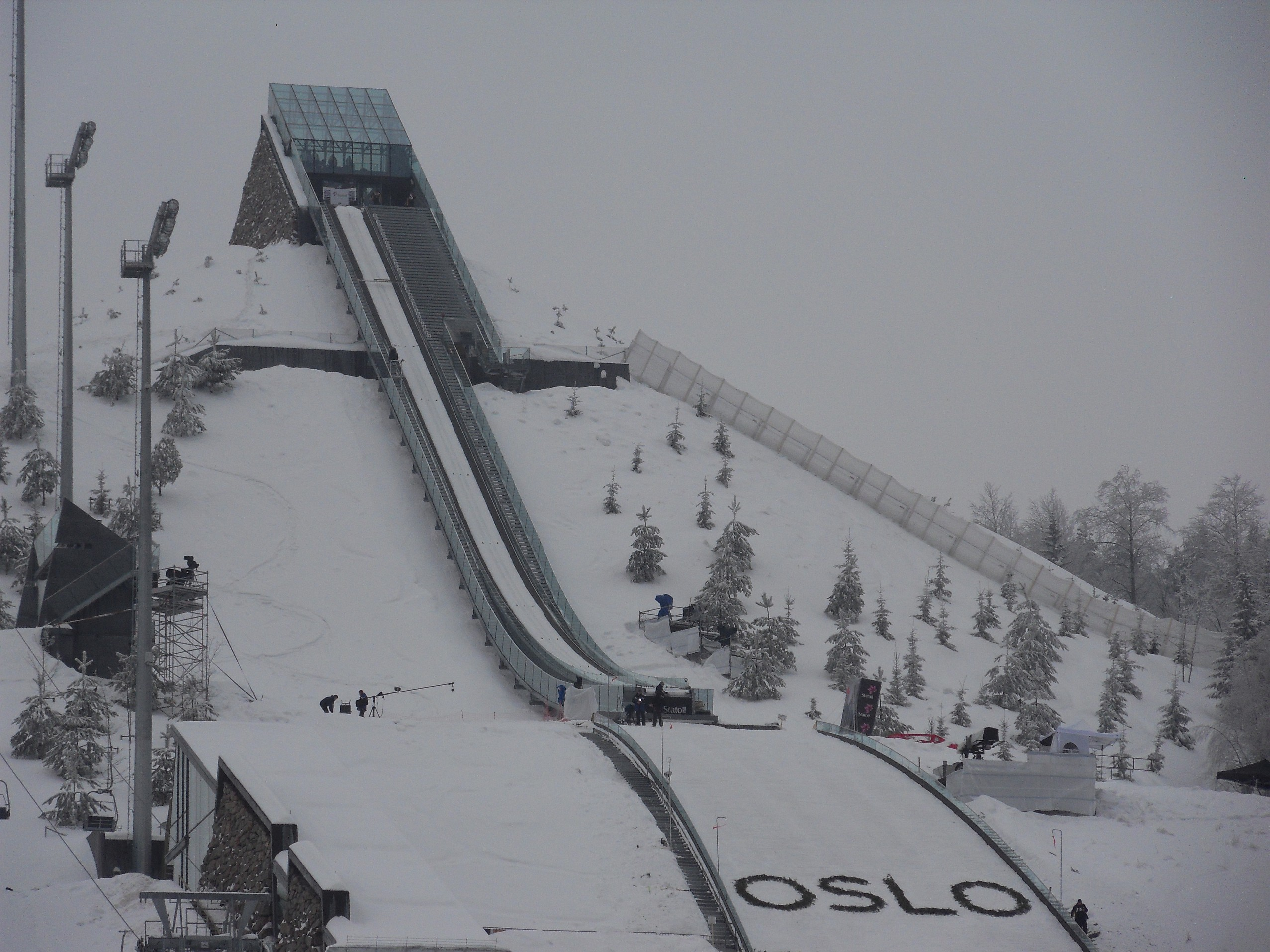
Skocznia Midtstubakken w Oslo

Pod koniec lutego w Oslo rozegrano mistrzostwa świata w narciarstwie klasycznym, zaliczane do klasyfikacji PŚ. W pierwszym konkursie, na skoczni normalnej Midtstubakken, Nykänen ukończył rywalizację na czwartym miejscu, tracąc do lokaty dającej brązowy medal 1,4 pkt. W konkursie drużynowym na dużej skoczni reprezentacja Finlandii zajęła trzecie miejsce, osiągając punktację 670,8. Nykänen wylądował wówczas na 92,5 m i 101,5 m. W drugich zawodach indywidualnych, odbywających się w trudnych warunkach atmosferycznych, osiągnął 108,5 m oraz 102,5 m, dzięki czemu uzyskał notę 257,9 pkt. i tytuł mistrza świata.
Kolejne dwa pucharowe konkursy zorganizowano w Lahti. Nykänen uplasował się tam na pozycjach czwartej i drugiej. Po raz ostatni w konkursach Pucharu Świata zaprezentował się na mamuciej skoczni Kulm w Tauplitz. Podczas trzech konkursów zajmował kolejno pierwszą, drugą i piątą pozycję. W klasyfikacji generalnej Pucharu Świata za sezon 1981/1982 został sklasyfikowany na czwartym miejscu ze 138 punktami. W 1982 Fin zaczął mieć problemy alkoholowe, przyjmował leki, które miały mu pomóc w walce z nałogiem.

### 1982/1983
We wrześniowych zawodach w szwajcarskim Kanderstegu Fin przegrał tylko z Olavem Hanssonem i zajął drugie miejsce.
Podczas grudniowych zawodów o Puchar Europy w Raufoss był dziewiąty, a w Lillehammer drugi. Pierwszy konkurs Pucharu Świata odbył się w Cortina d’Ampezzo. Nykänen po skoku na odległość 87 m zwyciężył w zawodach, podczas których rozegrano jedną serię i został liderem klasyfikacji generalnej.
W inaugurującej 31. Turniej Czterech Skoczni rywalizacji w Oberstdorfie był drugi, po skokach na 113 m i 114 m. Wygrał Kanadyjczyk Horst Bulau. W noworocznym konkursie w Ga-Pa uplasował się na czwartej pozycji, razem ze swym rodakiem Puikkonenem. W klasyfikacji Turnieju zmniejszył stratę do szóstego w Garmisch Bulaua do 1,1 pkt. W Innsbrucku wygrał dzięki skokom na odległość 105 m i 104 m i został nowym liderem TCS. Ostatni konkurs niemiecko–austriackiej imprezy w Bischofshofen Nykänen ukończył na siódmym miejscu. Pozwoliło mu to wygrać Turniej z przewagą 17,6 pkt. nad drugim Jensem Weißflogiem ze Wschodnich Niemiec.
Następne dwa konkursy PŚ odbyły się w Czechosłowacji. W Harrachovie na dużej skoczni był dziewiąty, a w Libercu czwarty. Tydzień później wygrał oba konkursy na skoczni w amerykańskim Lake Placid. W pierwszym, który zakończył się po jednej serii skoków, do zwycięstwa wystarczyła mu odległość 124,5 m. Dzień później uzyskał 120,5 m oraz 108 m. Rywalizacja przeniosła się następnie do Kanady, gdzie na skoczniach w Thunder Bay zajął siódmą i pierwszą pozycję. W drugiej serii drugiego konkursu osiągnął 125,5 m. Nadal prowadził z dużą przewagą punktową w łącznej klasyfikacji cyklu (zgromadził 157 pkt., o 46 pkt. więcej od drugiego Armina Koglera). W lutym w Sarajewie wziął udział w próbie przedolimpijskiej, zajmując w dwóch konkursach kolejno trzecie i pierwsze miejsce.
Ponownie w zawodach pucharowych pojawił się na mamuciej Vikersundbakken, na której w trakcie jednego weekendu wygrał trzy konkursy. Wyczyn ten powtórzył dopiero w 2007 w Planicy Adam Małysz. Szwedzkie konkursy PŚ w Falun zakończył na drugim i pierwszym miejscu. W piątkowych zawodach przegrał ze znaczną stratą z Bulauem, w niedzielnych nieznacznie wyprzedził Austriaka Koglera. Podczas zawodów w Lahti uplasował się na dziewiątym i trzecim miejscu. W Bærum i Oslo nie zdołał zdobyć punktów do klasyfikacji PŚ, zajmując odpowiednio 31. i 17. miejsce.
Nykänen zadebiutował w mistrzostwach świata w lotach narciarskich. Na skoczni w Harrachovie wywalczył brązowy medal, po skokach na 176,0 m, 168,0 m, 176,0 m, 159,0 m, 155,0 m, 151,0 m, 174,0 m, 163,0 m i 171,0 m. Uzyskał notę 1043,5 pkt., tracąc do złotego medalisty Klausa Ostwalda 7,5 pkt.
W ostatnich pucharowych konkursach sezonu 1982/1983 na skoczniach normalnej i dużej w Planicy odpowiednio wygrał i zajął piąte miejsce. Zapewnił sobie tym samym zwycięstwo w całym Pucharze Świata. Łącznie zgromadził 277 punktów, o 17 pkt. więcej od drugiego w tabeli Bulaua.

### 1983/1984
W zaliczanych do Pucharu Świata konkursach skoków, rozgrywanych w grudniu na kontynencie amerykańskim Nykänen trzy razy stawał na drugim stopniu podium, a raz był piąty. Po pierwszym konkursie w Lake Placid został samodzielnym liderem rankingu FIS.
Rywalizację w Turnieju Czterech Skoczni rozpoczął od czwartego miejsca w Oberstdorfie. Do zwycięzcy, Klausa Ostwalda, stracił 21,3 pkt. W Garmisch uplasował się na piątej pozycji, jednak w klasyfikacji całego Turnieju awansował na trzecią pozycję. Nowym liderem został Jens Weißflog. W Innsbrucku, po skokach na 96 m oraz 102,5 m, reprezentant Finlandii sklasyfikowany został jako drugi, za Weißflogiem. Miejsca na podium TCS nie zmieniły się. W zawodach w Bischofshofen był szósty, co ostatecznie dało mu trzecie miejsce na koniec niemiecko–austriackiego cyklu. Obronił jednak swoje prowadzenie w PŚ przed zwycięskim na skoczni Paula Ausserleitnera Niemcem.
Fin nie pojawił się na starcie pięciu kolejnych pucharowych konkursów, przez co Weißflog po konkursach w Cortina d’Ampezzo został nowym liderem klasyfikacji PŚ, a po kolejnych zawodach powiększył swoją przewagę.

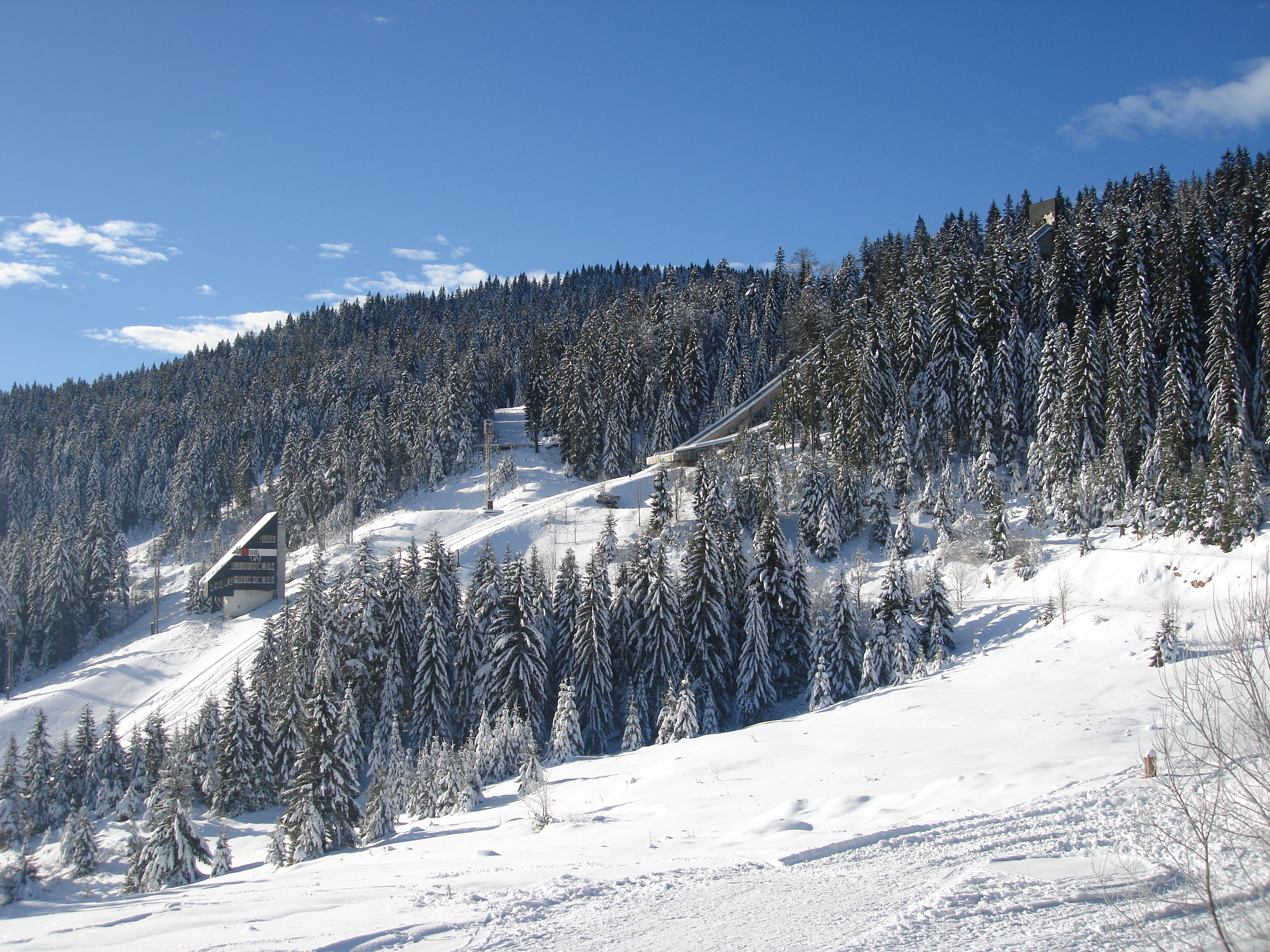
Masyw górski Igman wraz ze skoczniami olimpijskimi

Przed igrzyskami w Sarajewie Nykänen był wymieniany jako jeden z głównych kandydatów do zdobycia medali. W pierwszej serii zawodów na skoczni normalnej osiągnął 91 m i prowadził z przewagą 3,6 pkt. nad Jensem Weißflogiem. W finale oddał skok na 84 m (czternasty wynik serii finałowej) i przy lepszej o trzy metry próbie Niemca spadł na drugą pozycję, przegrywając z nim o 1,2 pkt. W czasie drugiego skoku narta ześliznęła się poza oblodzony tor, przez co skoczek zachwiał się i spóźnił skok. Po konkursie tłumaczył słabszy występ również zatruciem pokarmowym. Sześć dni później na większym obiekcie w pierwszej rundzie Nykänen wylądował na 116 m (ustanawiając rekord skoczni) i prowadził z przewagą 13,1 pkt. nad Weißflogiem. W finale osiągnął 111 m i z notą 231,2 pkt. został mistrzem olimpijskim. Pokonując drugiego Weißfloga o 17,5 punktu uzyskał największą różnicę punktową pomiędzy złotym i srebrnym medalistą olimpijskim w historii skoków narciarskich.
Tydzień po zakończeniu igrzysk, w Engelbergu zorganizowano drużynowy konkurs skoków w randze mistrzostw świata, rozegrany w związku z nieprzyjęciem zawodów drużynowych do programu jugosłowiańskiej olimpiady. Reprezentacja Finlandii, z Nykänenem w składzie, wygrała z notą 618,3 pkt. z przewagą 46,1 pkt. nad drugą w klasyfikacji drużyną Niemiec Wschodnich.

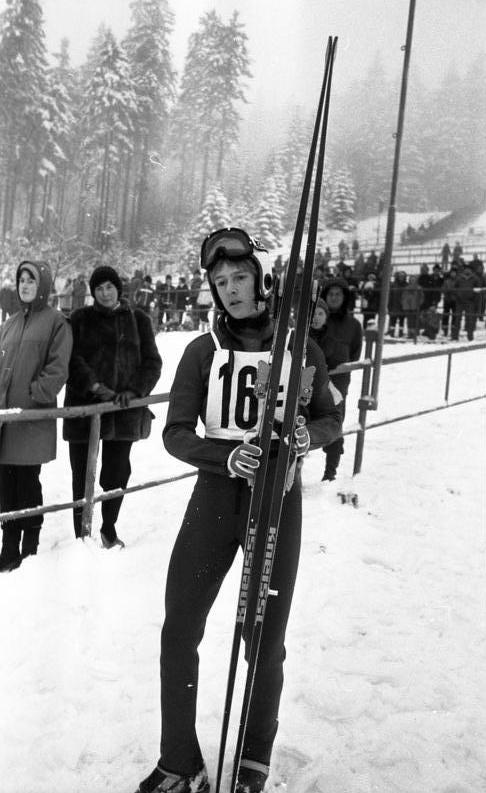
Jens Weißflog, mistrz olimpijski z Sarajewa na normalnej skoczni

W pucharowych zawodach w Lahti, rozegranych w marcu na skoczni normalnej i dużej, odniósł podwójne zwycięstwo. Na obiekcie o punkcie konstrukcyjnym umiejscowionym na 88 metrze osiągnął 86 m i 84 m i wygrał zawody przed swym rodakiem Puikkonenem. Dzień później zajął drugą pozycję w konkursie niezaliczanym do klasyfikacji PŚ, a na zakończenie rywalizacji w Lahti zwyciężył na dużej skoczni, skacząc na odległość 119,5 m oraz 109,5 m. Na skoczni Lugnet w Falun zajął czwarte miejsce. W klasyfikacji PŚ wyprzedzał nieobecnego w Finlandii i w Szwecji Jensa Weißfloga. W Lillehammer uplasował się na miejscu drugim, przegrywając z Czechosłowakiem Pavlem Plocem. Do rywalizacji w PŚ wrócił szósty w tych zawodach Weißflog. W Oslo Nykänen był 76., z kolei Niemiec zajął również nienagradzane punktami do klasyfikacji, 22. miejsce.
Na mamucim obiekcie Heiniego Klopfera w Oberstdorfie Nykänen wygrał dwukrotnie z przewagą ponad 30 pkt., a także dwukrotnie poprawił rekord świata w długości skoku (182 m, następnie na 185 m). Powiększył liczbę punktów w rankingu PŚ oraz przewagę nad drugim Weißflogiem. Nie wystartował w dwu ostatnich zawodach sezonu w Planicy. Weißflog wygrał konkurs na skoczni normalnej i w klasyfikacji generalnej Pucharu Świata wyprzedził Nykänena. Zwycięstwo to zagwarantowało mu końcową wiktorię w całym cyklu, bowiem w tamtym sezonie FIS zaliczał do rankingu pięć najlepszych wyników każdego zawodnika do konkursów w Sapporo i pięć najlepszych uzyskanych po nim. W ostatnim konkursie sezonu, na skoczni dużej, Niemiec był ósmy i oficjalnie został ogłoszony zwycięzcą Pucharu Świata. Nykänen był drugi.

### 1984/1985

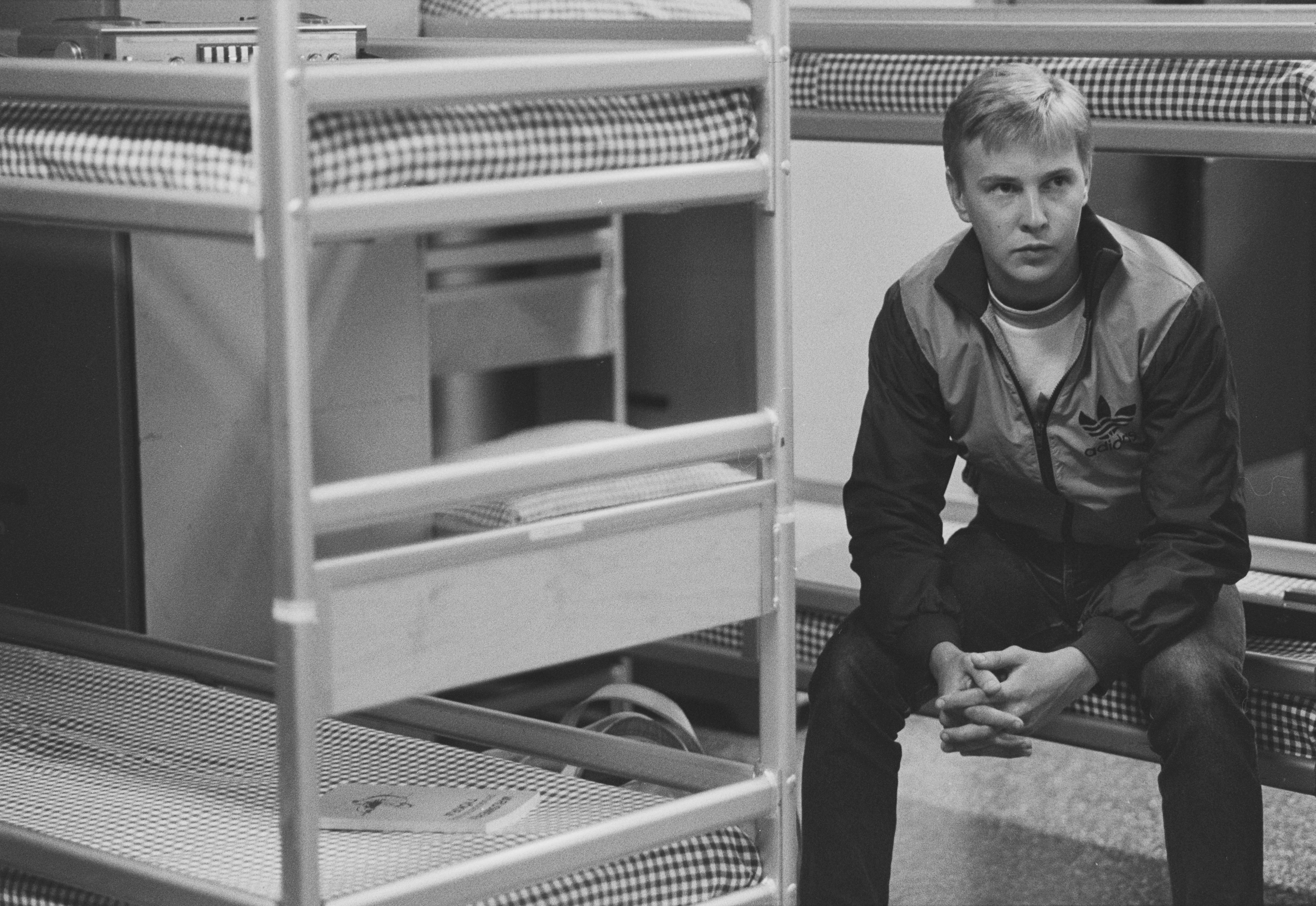
Nykänen po rozpoczęciu służby wojskowej, 1984

W pierwszych czterech konkursach Pucharu Świata sezonu 1984/1985 Nykänen plasował się w połowie pierwszej dziesiątki. Najbliżej podium był w drugich zawodach w Thunder Bay, gdzie sklasyfikowany został na czwartej pozycji, ze stratą 2,4 pkt. do trzeciego Ernsta Vettoriego.
Otwierający Turniej Czterech Skoczni konkurs w Oberstdorfie ukończył na miejscu drugim, tracąc 11,5 pkt. do zwycięzcy Vettoriego. W Ga-Pa był dziewiąty i w klasyfikacji Turnieju spadł na trzecią lokatę. Nowym liderem został Jens Weißflog. Nykänen zwyciężył w Innsbrucku, gdzie oddał skoki na 105 m oraz 110 m, zmniejszając tym samym stratę do Niemca w turniejowej tabeli do 11 pkt. Ostatnie zawody, rozgrywane w Bischofshofen, zakończył na pozycji szóstej, co przy czwartej lokacie reprezentanta NRD oznaczało wygraną Weißfloga i drugie miejsce Nykänena w całym Turnieju. W klasyfikacji PŚ, do której zaliczono pięć najlepszych osiągnięć każdego skoczka, plasował się na czwartym miejscu, ze stratą 36 punktów do pierwszego Andreasa Feldera.
Na mistrzostwach świata, których gospodarzem było austriackie Seefeld in Tirol, Fin zdobył dwa medale. Konkursy na skoczni dużej rozegrano w Innsbrucku (Bergisel). Indywidualnie Nykänen wywalczył tam brązowy krążek, osiągając dwukrotnie odległość 108 m. Do złotego medalisty – Norwega Pera Bergeruda stracił 2,5 pkt. W zawodach drużynowych fińska drużyna sięgnęła po złoto. Nykänen oddał skoki na 104 m oraz 107 m, najdłuższe w zespole. Zawody na normalnej skoczni odbyły się w Seefeld – tam Fin osiągnął 83,5 m i 88 m, co pozwoliło mu na zajęcie 11. miejsca. Strata do podium wyniosła 8,2 pkt.
Rywalizacja w Pucharze Świata przeniosła się do Sapporo, gdzie Nykänen stanął na podium dwukrotnie – najpierw na najwyższym, a potem na drugim jego stopniu. Pierwszy konkurs wygrał z przewagą 21,4 pkt. nad Czechosłowakiem Ladislavem Dluhošem. W drugim konkursie przegrał z Japończykiem Masahiro Akimoto. Drugą pozycję zajął również w zawodach w szwajcarskim Sankt Moritz, gdzie zwyciężył Vettori. W Engelbergu nie wystartował, podobnie jak w konkursie lotów w Harrachovie.

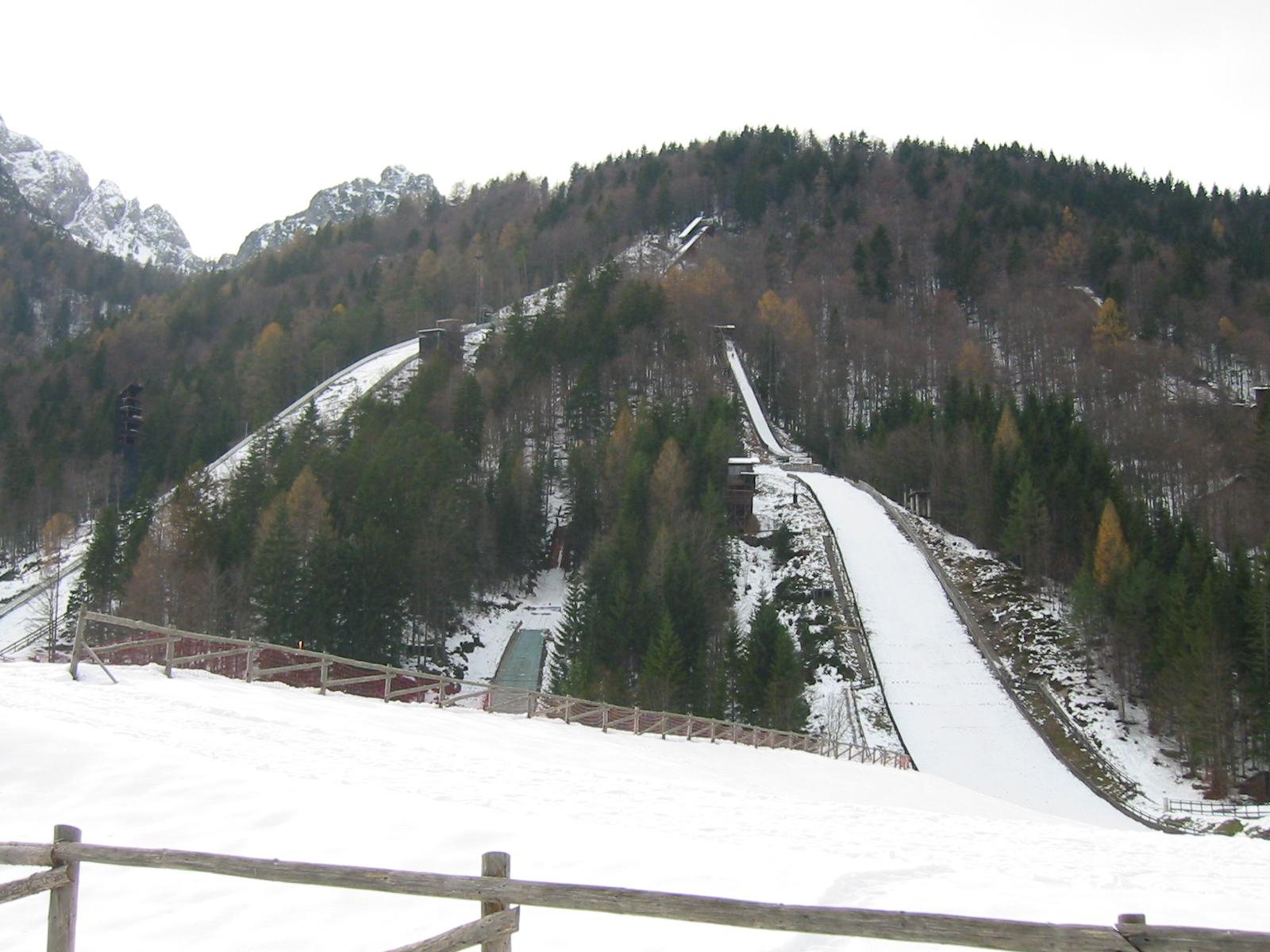
Skocznie w Planicy

Na skoczniach w Lahti ponownie dwukrotnie zajął miejsce w czołowej trójce. Na mniejszej skoczni wygrał (skoki na 85,5 m i 84 m), a na dużej uplasował się na drugiej pozycji. Ósmym i szóstym miejscem zakończył rywalizację na skoczniach w Szwecji, odpowiednio w Örnsköldsvik i w Falun. W klasyfikacji PŚ przegrywał z Felderem. Wygrał jednak trzy ostatnie zawody sezonu, najpierw na Holmenkollbakken w Oslo (Austriak był tam czwarty), a na koniec w Szczyrbskim Jeziorze. Zwycięstwa te, przy słabszej postawie Feldera, zagwarantowały mu pierwsze miejsce w Pucharze Świata 1984/1985 z oficjalnym dorobkiem 224 punktów.
Tydzień wcześniej na mamucie w Planicy wywalczył mistrzostwo świata w lotach narciarskich. Tytuł ten wywalczył dzięki skokom na 190,0 m, 174,0 m, 136,0 m, 187,0 m oraz 186,0 m. Jego przewaga nad kolejnym w klasyfikacji zawodnikiem wyniosła 49,5 pkt. W czasie imprezy Nykänen dwukrotnie poprawiał rekord świata, skacząc najpierw 187 m, a następnie 191 m. Rok później, w marcu 1986 wynik 191 m wyrównał Andreas Felder i od tego momentu kolejne najdłuższe skoki miały nadawany przez FIS status już nie rekordów, a „najlepszych wyników na świecie”.
Nykänen na przełomie marca i kwietnia wystartował jeszcze w Pucharze Europy, zajmując trzecią lokatę w Ruce oraz drugą w Bardufoss. Był też trzeci na zawodach w Bardu.
W 1985 został wybrany Sportowcem Roku w Finlandii. Ponownie tytuł ten zdobył w 1988.

### 1985/1986
Ten sezon Nykänen rozpoczął udziałem w zawodach Pucharu Świata w Thunder Bay. W pierwszym konkursie uplasował się na najniższym stopniu podium, ustępując Primožowi Uladze i Vegardowi Opaasowi. Dzień później był czwarty, a zwyciężył ponownie Ulaga. W amerykańskim Lake Placid Fin skakał słabiej i zajął siódmą i dziewiętnastą lokatę. Zawodnik miał coraz większe problemy z alkoholem. Został na krótko zawieszony przez fińską federację narciarską i nie pojawił się na starcie kilku kolejnych zawodów, opuszczając m.in. Turniej Czterech Skoczni.

Po zawodach i obozach treningowych dużo piliśmy. W ten sposób dodawałem sobie odwagi. Nikt nie wlewał mi alkoholu do ust. To była moja własna ręka.

Powrócił do rywalizacji w Harrachovie, gdzie 11 stycznia 1986 wygrał swój pierwszy w sezonie konkurs. Sukces dały mu odległości 122 m i 116 m. Z kolei w jednoseryjnych zawodach w Libercu był jedenasty, ze stratą 15,3 pkt. do zwycięzcy Piotra Fijasa. Pomimo tego zajął pierwsze miejsce w klasyfikacji Turnieju Bohemii. Następną wygraną Fin zanotował w Klingenthalu, gdzie lądował na 100 m i 103 m. Z kolei w Oberwiesenthalu nie powiększył swego punktowego dorobku, zajmując 21. pozycję.
Nykänen poleciał następnie na Hokkaido, gdzie na skoczniach w Sapporo dwukrotnie zdecydowanie zwyciężył i po których klasyfikowany był w tabeli całego pucharowego cyklu na pierwszym miejscu, 5 punktów przed Ernstem Vettorim i 10 punktów przed Ulagą. W kolejnych zawodach, które odbywały się w norweskim Vikersundzie, Fin dwa razy uplasował się w czołowej trójce zawodników; w pierwszym konkursie ustąpił Felderowi, w drugim również Vettoriemu. W trakcie Turnieju Szwajcarskiego, rozgrywanego na obiektach w Sankt Motitz, Gstaad i Engelbergu zajmował odpowiednio dwunastą, trzecią oraz drugą pozycję. Zwycięstwo w klasyfikacji końcowej TS przegrał z Rolfem Ågem Bergiem o 0,1 pkt. Na ojczyźnianych skoczniach w Lahti był już najlepszy; na normalnym obiekcie o 10,7 pkt. wyprzedził swojego rodaka Puikkonena, na dużym – o 2,7 pkt. innego Fina, Pekkę Suorsę.
W dniach 8-9 marca w Bad Mitterndorf zorganizowano mistrzostwa świata w lotach. Nykänen w liczonym jako czteroseryjny konkursie znalazł się na trzeciej, nagradzanej brązowym medalem, pozycji. Uzyskał wówczas odległości 123,0 m, 183,0 m, 131,0 m, 173,0 m, 185,0 m i 176,0 m. Różnica między nim a zwycięskim Felderem wyniosła 46,5 pkt.
Podczas konkursu PŚ na dużej skoczni w Oslo przegrał tylko z Vettorim. Na obiekcie K-90 w Planicy odniósł zwycięstwo, a Austriak znalazł się poza pierwszą piętnastką. Vettori triumfował wprawdzie dzień później na dużej skoczni (Fin był trzeci), ale nie miało to już znaczenia dla układu w klasyfikacji generalnej PŚ, w której Nykänen wyprzedził rywala o 18 punktów (250 do 232) i jako pierwszy skoczek narciarski w historii po raz trzeci wygrał w tym cyklu.
W 1986 usłyszał swój pierwszy w życiu wyrok. Ukradł ze sklepu papierosy i piwo, skończyło się jednak na grzywnie.

### 1986/1987

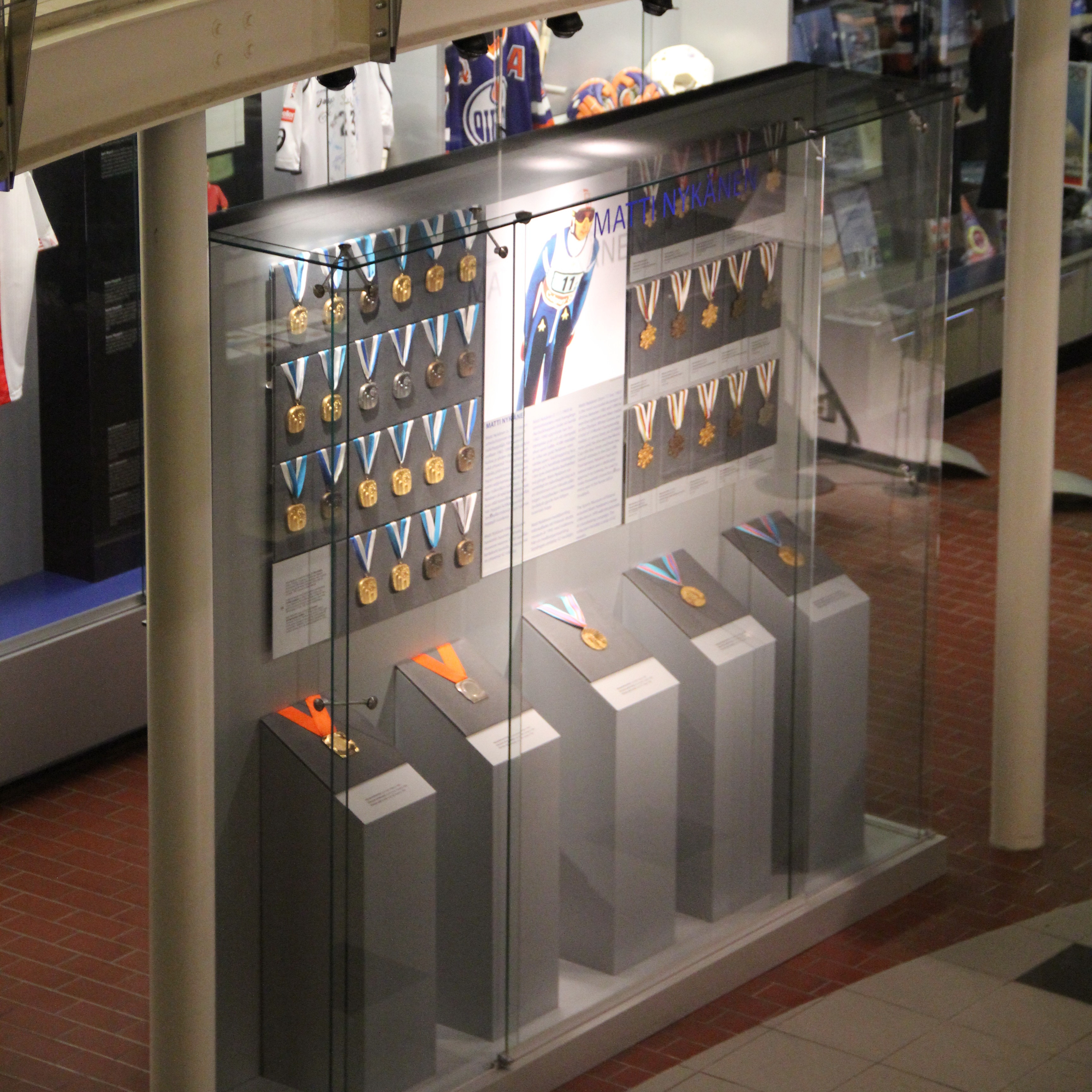
Kolekcja medali Nykänena w Muzeum Sportu w Helsinkach

W konkursach w Thunder Bay Fin dwukrotnie stanął na podium; najpierw zajął drugie miejsce (za Jensem Weißflogiem), a dzień później zwyciężył. Na niższych lokatach plasował się tydzień później w Lake Placid – na amerykańskich skoczniach był trzynasty oraz dziesiąty.
Podobnie prezentował się w niemieckiej części Turnieju Czterech Skoczni. W Oberstdorfie w słabym stylu zajął piętnastą pozycję, a w Garmisch-Partenkirchen dziewiątą. Jeszcze przed inauguracją TCS ogłosił w prasie – bez porozumienia ze sztabem szkoleniowym i krajowym związkiem narciarskim – rezygnację z udziału w niemiecko-austriackiej rywalizacji. Po długich negocjacjach nakłoniono go do zmiany zdania, lecz jego stosunek do zawodów pozostał lekceważący: do Oberstdorfu zapomniał zabrać nart, na miejscu odmówił skakania na zorganizowanych mu przez sztab deskach jugosłowiańskich, a po znalezieniu odpowiadających mu wreszcie skokówek wystartował w konkursie bez oddania choćby jednego skoku treningowego. Po noworocznych zawodach w Ga-Pa Nykänen oddalił się wraz z żoną od fińskiej ekipy, opuszczając treningi w Innsbrucku. Do stacjonującej w hotelu kadry dołączył dopiero wieczorem, będąc wyraźnie w słabej kondycji fizycznej. Kierownictwo drużyny skontaktowało się z szefem swojej federacji, który po telefonicznej rozmowie z zawodnikiem usunął go ze składu reprezentacji. Nykänen pod wpływem alkoholu spowodował w tamtym czasie znaczne straty materialne na terenie hotelu, w którym mieszkał. W tabeli nieukończonego TCS sklasyfikowano go na 66. miejscu.

Dla mnie Nykänen to powietrze. Reprezentacji są potrzebni zdyscyplinowani zawodnicy, a nie pseudogwiazdorzy. I bez niego damy sobie radę.

Za fińskim skoczkiem wstawił się wówczas austriacki producent nart Kneissl, skaczący na jego sprzęcie Nykänen był bowiem najważniejszą postacią marketingową firmy. Austriacy obiecali, że zadbają o przygotowanie zawodnika do zbliżających się mistrzostw świata i zorganizują mu spokojny trening. Skoczek zignorował tę możliwość i wraz z żoną poleciał na Sri Lankę. Kneissl zagroził mu wtedy zerwaniem kontraktu, a związek wycofaniem z mistrzostw. Po namowach swojego trenera Mattiego Pulliego Nykänen wrócił do Europy i doszedł ze wszystkimi stronami do porozumienia.
15 lutego 1987 na skoczni K-120 Nykänen zajął dziewiętnastą pozycję w ramach rozgrywanych w Oberstdorfie mistrzostw świata. Oddał wówczas skoki na 101 m i 112 m. Dwa dni później Finowie zdobyli tytuł mistrzowski w konkursie drużynowym. Nykänen lądował na 110 m i 111 m. W ostatnich zawodach imprezy, konkursie indywidualnym na obiekcie normalnym zajął drugą lokatę i zdobył srebrny medal. 88 m i 87 m nie pozwoliły mu na pokonanie jedynie Jiříego Parmy, z którym przegrał o 11,5 pkt.
Do Pucharu Świata, w którego klasyfikacji zajmował jedenaste miejsce, powrócił w Lahti. Na obiekcie K-88 zajął szesnastą pozycję, a dzień później odniósł zwycięstwo, osiągając odległości 90 m i 85,5 m. Kolejną wygraną zanotował w szwedzkim Falun, gdzie lądował na 115 m i 103 m. Opuścił potem konkursy w Planicy i wystąpił tylko w dwóch kończących sezon zawodach w Norwegii: w Rælingen był czwarty, a w Oslo siódmy. W końcowej klasyfikacji PŚ ze 133 punktami znalazł się na miejscu szóstym.

### 1987/1988
Reprezentant Finlandii grudniowe konkursy Pucharu Świata wygrywał ze zdecydowaną przewagą nad rywalami – w pierwszym konkursie w Thunder Bay pokonał Pavla Ploca różnicą 23 pkt., w drugim Jensa Weißfloga o 23,8 pkt. Natomiast w Sapporo zdystansował przeciwników o odpowiednio 17,3 pkt. (zawody przerwano po pierwszej serii) oraz 39,3 pkt.
Pierwszy konkurs Turnieju Czterech Skoczni zakończył się jednak zwycięstwem Ploca, który wyprzedził drugiego w kolejności Fina o 4,6 pkt. W Garmisch-Partenkirchen Nykänen ponownie był najlepszy, osiągając 103,5 m i 101 m i awansowywując na pozycję lidera TCS. Z dużą przewagą wygrał również zawody w Austrii, najpierw w Innsbrucku skacząc na 108 m i 105 m, a następnie w finale w Bischofshofen, uzyskując 112,5 m oraz 110 m. W tabeli końcowej całego cyklu wyprzedził drugiego Weißfloga o 99 punktów. Był też liderem w Pucharze Świata. Po ostatnim konkursie TCS wdał się w bójkę z grupą austriackich kibiców, czego efektem było podbite oko.
Fin wziął następnie udział w zaliczanym do PŚ Turnieju Szwajcarskim. Wygrał konkurs w Sankt Moritz, był też piąty w Gstaad i drugi w Engelbergu. Rezultaty te dały mu zwycięstwo w generalnym rankingu TS.

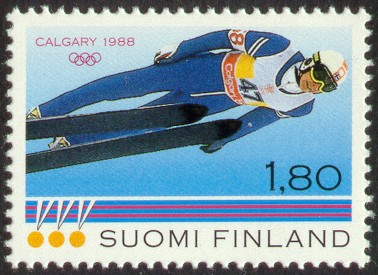
Znaczek pocztowy wyemitowany po sukcesie Nykänena na igrzyskach w Calgary

Nykänen był głównym kandydatem do zwycięstwa w Calgary na zawodach olimpijskich. Na normalnej skoczni w serii otwierającej konkurs skoczył zdecydowanie najdalej (89,5 m) i wyprzedzał drugiego Jiříego Malca o 7,9 pkt. W drugiej rundzie skopiował osiągnięty wcześniej przez siebie dystans i zdecydowanie zwyciężył, pokonując drugiego w klasyfikacji Pavla Ploca o 17 pkt.. Na dużym obiekcie Fin ponownie był najlepszy: osiągnął odległości 118,5 m oraz 107 m i z notą 224,0 pkt., przy przewadze 16,1 pkt. nad drugim Erikiem Johnsenem został pierwszym skoczkiem w historii, który zdobył dwa złote medale olimpijskie na jednych igrzyskach, a także pierwszym trzykrotnym mistrzem olimpijskim w skokach narciarskich. Dzień później rozegrano pierwszy konkurs drużynowy w olimpijskiej historii skoków. Zakończył się on sukcesem reprezentacji Finlandii, której najlepszym zawodnikiem był Nykänen. Sięgnął tym samym po trzeci złoty medal, oddając dwa najdłuższe skoki w całych zawodach – 115,5 m i 114,5 m. Tym samym został pierwszym i do dziś jedynym skoczkiem narciarskim w historii, który na jednych igrzyskach wywalczył trzy złote medale. Po tym sukcesie stał się idolem fińskich kibiców i celebrytą.
Wystąpił on następnie przed własną publicznością w Lahti i, podobnie jak dwa i cztery lata wcześniej, dwukrotnie okazał się najlepszy. Dwukrotnie zaraz za nim uplasował się Szwed Jan Boklöv.
Na mistrzostwach świata w lotach w Oberstdorfie wywalczył brązowy medal. Jego loty miały długość 168 m, 168 m i 180 m. Z powodu silnego wiatru pierwszy dzień lotów został odwołany, a rezultaty ustalono na podstawie tylko dwóch serii, przeprowadzonych 13 marca.
Po absencji w Meldal pojawił się na starcie konkursu w Oslo, lecz zajął pozycję poza punktowaną pierwszą piętnastką – siedemnaste. Zawody w jugosłowiańskiej Planicy ukończył z jedną lokatą w czołówce – czwartą na mniejszym obiekcie (w drugim konkursie był 18.). Tym samym po raz czwarty w karierze wygrał generalną klasyfikację PŚ i po raz pierwszy odebrał, wręczaną od 1987, Kryształową Kulę. W całym sezonie zdobył 282 punkty, najwięcej w karierze.
2 kwietnia zwyciężył w rozgrywanym w Ruce konkursie międzynarodowym, skacząc 118,5 m i 115 m.

### 1988/1989
We wrześniu Nykänen zwyciężył w zawodach w Kanderstegu, wyprzedzając drugiego w klasyfikacji Ladislava Dluhoša o 25,7 pkt.
Sezon zimowy otworzył trzecią pozycją w konkursie PŚ na skoczni w Thunder Bay. Ustąpił wówczas tylko Dieterowi Thomie i Risto Laakkonenowi. W drugim konkursie rozgrywanym w tym mieście zajął 51. miejsce. W Sapporo na obiekcie K-90 wygrał (skoki na 88,5 m i 90 m), a na obiekcie K-115 był trzeci.

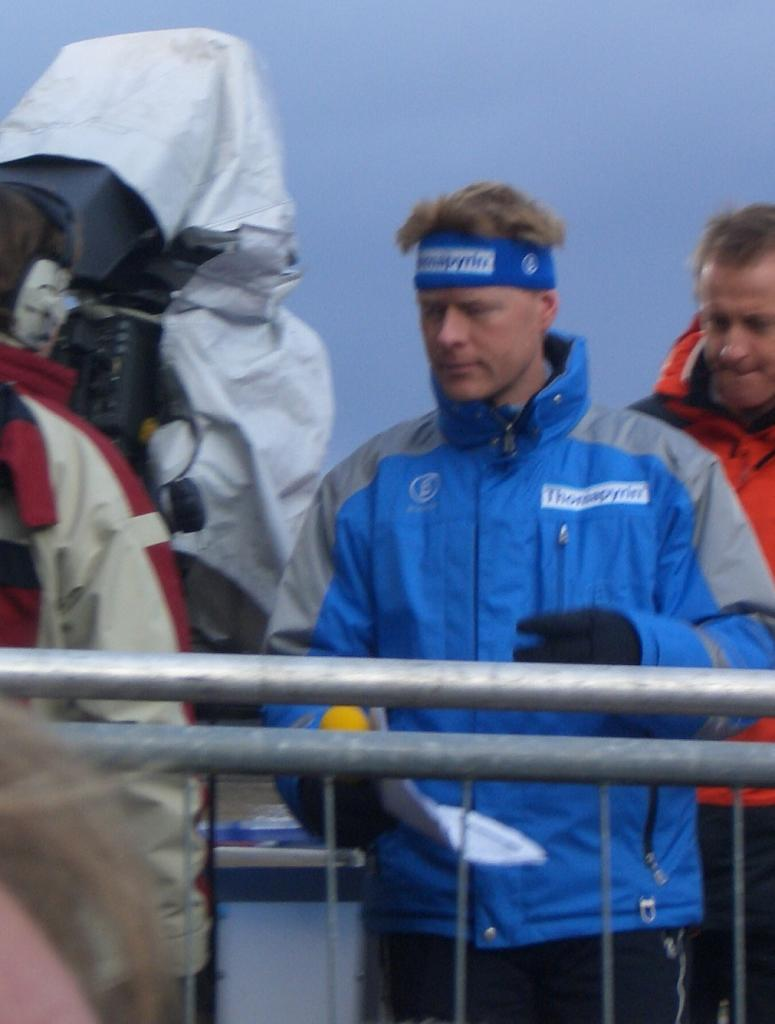
Dieter Thoma, zwycięzca Turnieju Czterech Skoczni w 1990

Trzecią pozycję zajął też w Oberstdorfie, w pierwszych zawodach Turnieju Czterech Skoczni. Stracił wówczas 10,5 pkt. do zwycięskiego Thomy. Skoki na 109 m i 102 m dały mu wygraną w Ga-Pa, ostatnią w karierze w Pucharze Świata. W TCS tracił 4 pkt. do Thomy. W Innsbrucku sklasyfikowany został na miejscu piątym, w generalnej tabeli cyklu pozostał drugi, ze stratą 1,5 pkt. do nowego lidera, Weißfloga. W Bischofshofen słabszą formę obu skoczków (Fin osiemnasty, półtora punktu przed dziewiętnastym Niemcem) wykorzystał dziesiąty w konkursie Laakkonen, który ostatecznie wyprzedził ich w klasyfikacji Turnieju o 2,5 pkt. i wygrał cały cykl. Nykänen i Weißflog byli drudzy z notą łączną 838,5 pkt. Po tym konkursie trzykrotny mistrz olimpijski zajmował czwartą pozycję w PŚ. Więcej punktów w tamtym sezonie nie zdobył i ostatecznio sklasyfikowano go na dziewiątej pozycji.
Na mistrzostwach świata w Lahti zajął trzecie na dużej i czwarte miejsce na normalnej skoczni. W pierwszym konkursie wylądował po dwakroć na 108 m i stracił do złotego medalisty, Jariego Puikkonena, 13,5 punktu. Fińska drużyna, z Nykänenem w składzie, sięgnęła po złoto w konkursie drużynowym. W drugim, skróconym do jednej serii, konkursie indywidualnym osiągnął 85,5 m, co sprawiło, że stracił 1,4 pkt. do trzeciego miejsca.
W 1989 został przez dziennikarzy wybrany najlepszym fińskim sportowcem lat 80. Otrzymał 65% głosów.

### 1989/1990
Pierwsze konkursy nowej edycji Pucharu Świata, które miały miejsce w Thunder Bay, zakończyły się dla fińskiego skoczka 10. i 18. pozycją w stawce (w tych drugich zawodach sklasyfikowano go ex aequo z Japończykiem Noriakim Kasaiem). W Lake Placid stanął na drugim stopniu podium (było to jego ostatnie podium w karierze), przegrywając z Ernstem Vettorim, którego pokonał blisko dziewięć lat wcześniej na światowym czempionacie juniorów, osiągając swój pierwszy w karierze międzynarodowy sukces. Dzień później był ósmy.
W pierwszym konkursie TCS uplasował się na siódmej lokacie w stawce, w drugim zajął miejsce czwarte, pół punktu za trzecim Františkiem Ježem. W całym Turnieju przesunął się na szóstą pozycję. Na skoczniach austriackich wypadł znacznie słabiej, notując 33. miejsce w Innsbrucku oraz 40. w Bischofshofen. Turniej ukończył na miejscu szesnastym. Wystąpił jeszcze w pucharowych zawodach w Czechosłowacji, jednak 23. pozycja w Harrachovie i 24. w Libercu zniechęciły go do kolejnych startów w PŚ. Wobec braków w treningu domagał się zmiany trenera. O słabe wyniki obwiniał wszystkich ze swego otoczenia. W końcowym rankingu uplasował się na 19. miejscu z dorobkiem 55 punktów.
Pojawił się za to na mistrzostwach świata w lotach w Vikersundzie. Po skokach na 171 m i 160 m, odebrał srebrny medal, ustępując Dieterowi Thomie o 6,9 pkt.

### 1990/1991
W październiku ogłosił, że po igrzyskach w Albertville zmieni dyscyplinę sportu i będzie startował w wyścigach łodzi motorowych Formuły Królewskiej.
Nykänen wystąpił jeszcze w czterech pierwszych konkursach PŚ w grudniu 1990. Punktów nie zdołał zdobyć w żadnym z nich, najbliżej tego będąc w drugich zawodach w Thunder Bay, gdzie zajął 16. pozycję. Następnie, zamiast na Turniej Czterech Skoczni, poleciał na Wyspy Kanaryjskie, gdzie urządzał alkoholowe libacje. W związku z niezdobyciem żadnych punktów PŚ, nie został ujęty w końcowej klasyfikacji Pucharu.
Pomimo słabej formy, otrzymał powołanie na mistrzostwa świata w Predazzo, gdzie na skoczni dużej znalazł się na 50. miejscu na 62 startujących. Reprezentacja Finlandii tytuł wicemistrzowski w konkursie drużynowym zdobyła już bez niego.
Po mistrzostwach 27-letni sportowiec ogłosił, że kończy ze skokami. Oficjalnym powodem zakończenia kariery były problemy z plecami. Narośl na jego kręgosłupie została później zoperowana, ale nie miał już entuzjazmu do trenowania.

## Po zakończeniu kariery sportowej
W grudniu 1992 udał się do Sapporo, gdzie podjął się szkolenia miejscowych skoczków, ale po trzech tygodniach zrezygnował. Próbował jeszcze potem wrócić do narciarstwa, jednak po kilku nieudanych startach (we wrześniu 1993 w Hinterzarten był 29., a w marcu 1994 w Pucharze Kontynentalnym 61. w Ruce i 53. w Rovaniemi) całkowicie zrezygnował z czynnego uprawiania skoków.
W 1996 został wybrany radnym miasta Uurainen z listy populistycznej i antyeuropejskiej partii Prawdziwych Finów. Dostał 525 głosów. Był też jej kandydatem w wyborach do parlamentu w 1995, ale nie uzyskał mandatu. W radzie zasiadał do 1998.
W 1999 został przez kibiców wybrany drugim najlepszym fińskim sportowcem dwudziestego stulecia. Dostał 19,2% głosów, zwycięzcą z 35,5% głosów został biegacz Paavo Nurmi; trzeci był Lasse Virén. Z kolei w 1996, 2003 i 2005 w radiowym głosowaniu fińskich celebrytów otrzymał tytuł Turha julkkis (Bezużytecznej gwiazdy).
13 stycznia 2006 do fińskich kin wszedł film biograficzny poświęcony życiu Nykänena pt. Matti. W głównego bohatera wcielił się Jasper Pääkkönen. Na potrzeby filmu powstała też piosenka Lennä Nykäsen Matti, do której muzykę skomponował Heikki Salo, słowa napisali Mato Valtonen i Sakke Järvenpää, a wykonał Timo Kotipelto.

Myślę o powrocie do skakania, mamy w Lahti zawody weteranów, chcemy zebrać dawnych skoczków, ale na skoczni pokażę się najwcześniej w przyszłym roku. Każdej nocy marzę o skakaniu i we śnie biję rekordy. Kiedy jestem za sceną na swoich koncertach, łapię się na tym, że trenuję telemarki. O pewnych rzeczach nie da się zapomnieć.

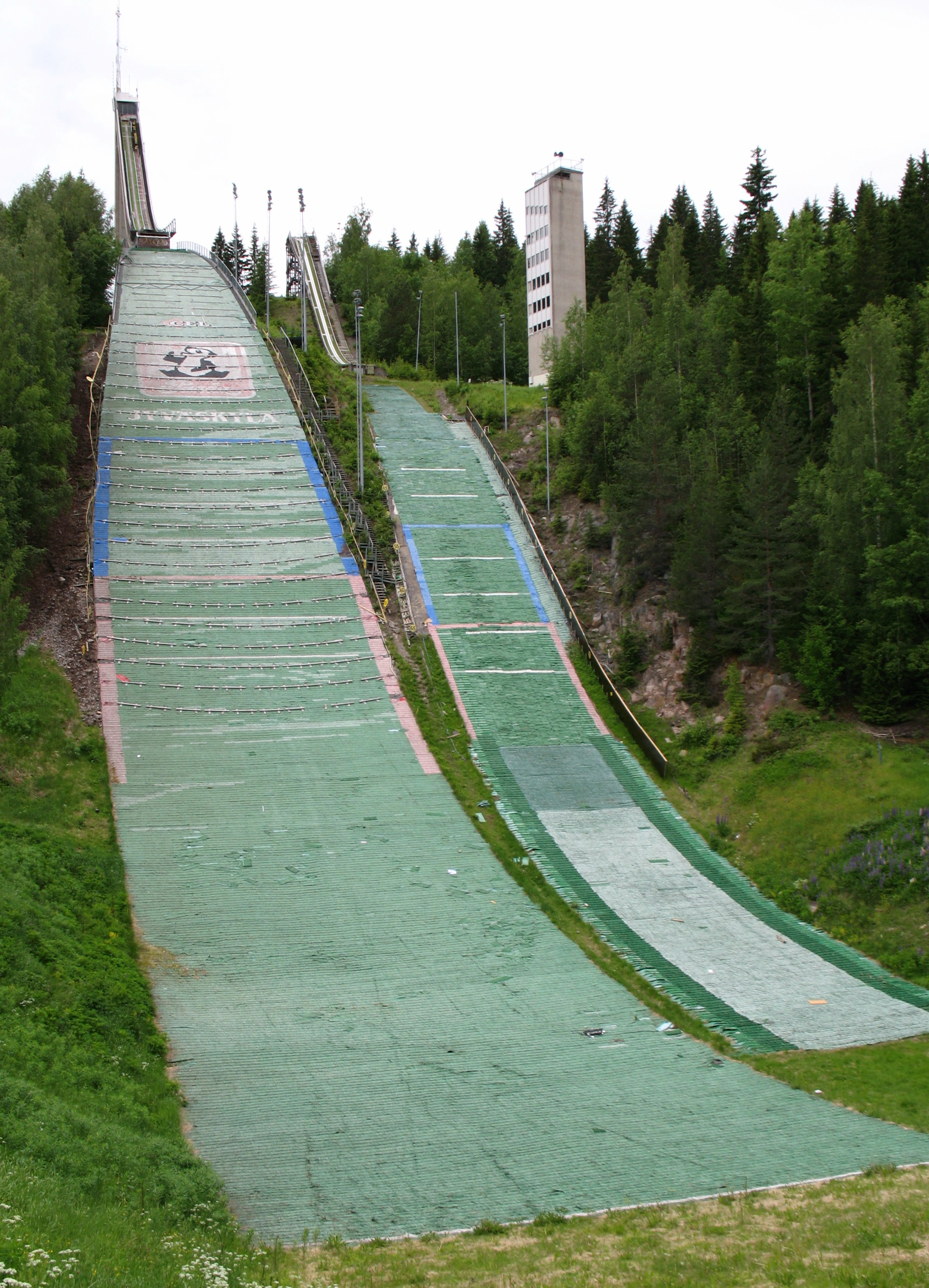
Skocznia Laajavuori w Jyväskyli nosząca imię Mattiego Nykänena

Imieniem Nykänena nazwana została skocznia Laajavuori o HS108 w Jyväskyli.
W lutym 2008 wziął udział w organizowanych na skoczniach w Taivalkoski mistrzostwach świata weteranów w skokach narciarskich. Na obiekcie K-50 zajął piąte miejsce, a na K-38 okazał się najlepszy. Osiągnął wówczas odległości 37,5 m i 37 m, co dało mu przewagę 13,2 pkt. nad drugim w tabeli Norwegiem Janem Ingem Skjervenem. Do rywalizacji weteranów o tytuł mistrza świata powrócił w styczniu 2010 w Žiri. Tym razem uplasował się na piątej pozycji na skoczni K-40 oraz na trzeciej na K-26 (miał skoki na 22,5 m i 24 m). Po raz ostatni w tej rywalizacji uczestniczył w marcu 2011: w Harrachovie ponownie najpierw był 5. (skocznia K-70), a następnie wygrał (skocznia K-40) ze skokami na 36 m i 34,5 m, osiągając przewagę 16,4 pkt. nad wicemistrzem, Rosjaninem Władimirem Saiczikiem.
W listopadzie 2009 premierę miał jego ośmioodcinkowy internetowy program telewizyjny o gotowaniu Mattihan se sopan keitti (na kanale Sub TV), były skoczek wydał też potem książkę kucharską. W 2011 otrzymał nagrodę biznesową od międzynarodowej grupy ekspertów.
11 marca 2013 podczas kwalifikacji do konkursu Pucharu Świata w Kuopio dał sygnał startu austriackiemu skoczkowi Gregorowi Schlierenzauerowi, który wcześniej pobił jego rekord w liczbie zwycięstw w konkursach PŚ. Również w marcu został trenerem skoczka Harriego Olliego. Na corocznej Fińskiej Gali Sportu otrzymał nagrodę za całokształt kariery sportowej.
W 2016 powstał film biograficzny o brytyjskim skoczku Eddiem Edwardsie Eddie zwany Orłem. W roli Nykänena wystąpił w nim szwedzki aktor Edvin Endre. W wielu fińskich teatrach od 2018 wystawiano również sztukę (monolog) Matti Nykänen – skok we mgle, w której tytułową rolę kreował Tatu Mönttinen.

## Kariera muzyczna

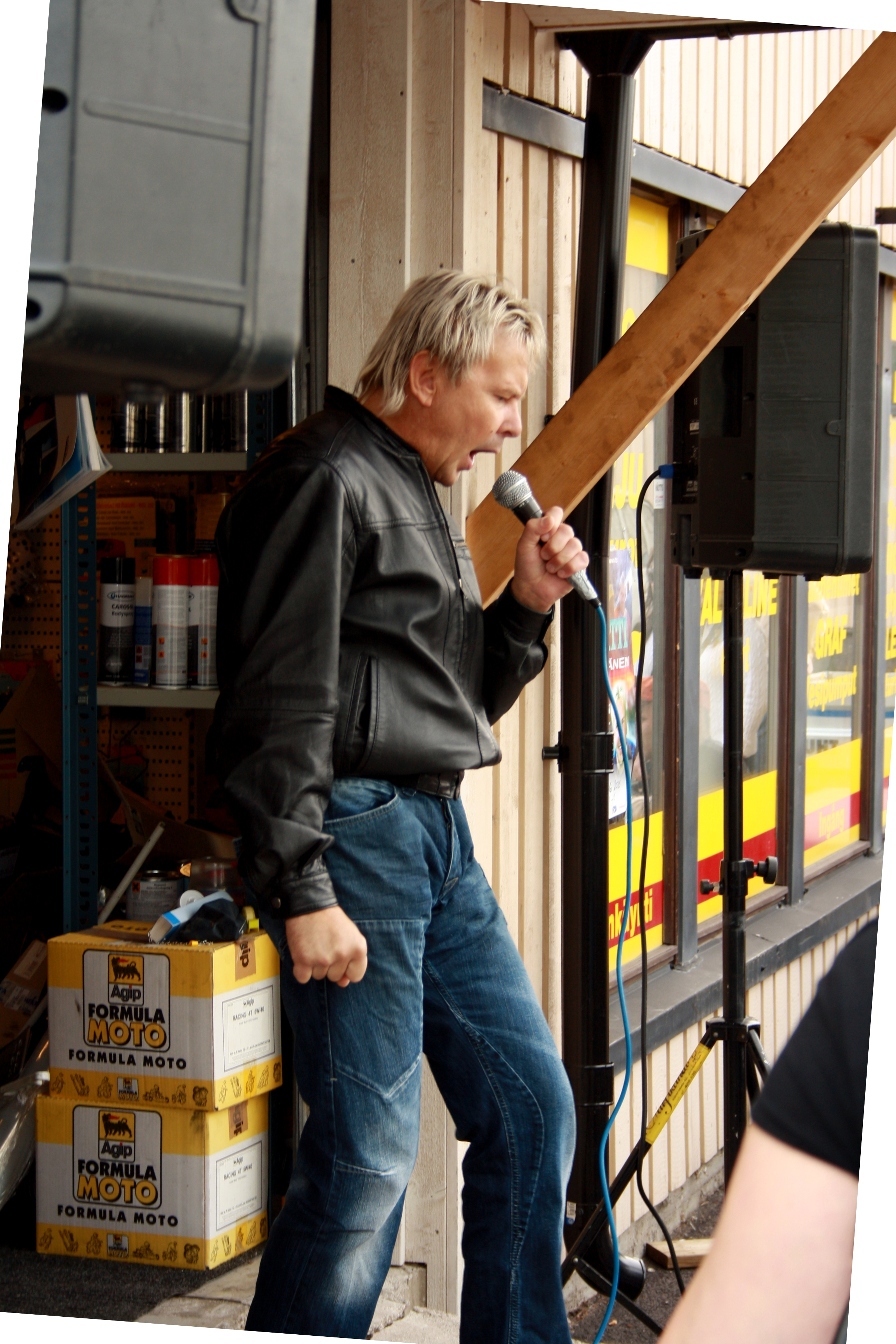
Matti Nykänen podczas występu artystycznego w Kirkkonummi, 19 czerwca 2010

W 1991 grupa biznesmenów zaproponowała Nykänenowi zostanie piosenkarzem. Jego pierwszy album Yllätysten yö (Noc niespodzianek) został wydany w 1992 i rozszedł się w liczbie 25 000 egzemplarzy. Został tym samym drugim fińskim mistrzem olimpijskim, którego album uzyskał status złotej płyty (pierwszym był Tapio Rautavaara). Kolejny album (Samurai) wydany w 1993 nie odniósł takiego sukcesu, głównie z powodu nadużywania przez artystę alkoholu oraz jego problemów małżeńskich. W 2002 wydał singiel pod tytułem Elämä on laiffii (Życie jest życiem) oraz wypuścił na rynek własną markę cydru, którego sloganem reklamowym był tytuł piosenki.
W 2006 wydał swój trzeci studyjny album Ehkä otin, ehkä en (Może wziąłem, może nie). Przez większość swej kariery muzycznej Nykänen pracował z profesjonalnym muzykiem Jussim Niemim. Jeździł po kraju, dając 2-3 koncerty w tygodniu z zespołem Samurai, prowadzonym przez Niemiego. Niektóre wypowiedzi Nykänena, a także fragmenty jego piosenek weszły do fińskiego języka potocznego.

### Dyskografia
- Yllätysten yö (1992)
- Samurai (1993)
- Ehkä otin, ehkä en (2006)

### Single
- Elämä on laiffii (2002)
- Tää on mun elämää (2004)
- Jump and Fly (nieopublikowany)
- Mäkikotka ja häkkilintu (2005)
- Voitosta voittoon (2007)
- Anna mulle sexii (2008)
- Lennä Nykäsen Matti (2008)
- Pomminvarma rakkaus (2009)
- Jälleen joulu on (2009)
- Tuusula mielessäin (2013, z Teflon Brothers)
- Jokainen tsäänssi on mahdollisuus (2013)

## Życie prywatne
Pochodzący z Kangaslampi (część miasta Jyväskylä) Nykänen na początku swej kariery sportowej rzucił szkołę, by poświęcić się w całości narciarstwu. Jego rodzicami byli sprzedawczyni Vieno i kierowca Hilmeri Ensio (1933−2016). Miał dwie siostry: Päivi i Tuiję.
W 1985 na świat przyszła jego nieślubna córka Anniina, której matką była Tarja Jokinen. W 1986 ożenił się z fotomodelką Tiiną Hassinen. Wkrótce urodziło im się dziecko – syn Sami (ur. 1987). Po dwóch latach małżeństwa rozwiedli się. W 1989 narciarz poślubił Pię Hynninen, z którą był związany do 1991. Z tego związku mają córkę Eveliinę (ur. 1990).
W 1996 ożenił się po raz trzeci, tym razem z Sari Paanalą. Podczas ślubu przyjął nazwisko żony. Od tej pory, przez dwa lata, nazywał się Matti Paanala. Ich związek trwał do 1998. Były skoczek powrócił wówczas do swojego dawnego nazwiska. Od 2001 do 2003 i ponownie od 2004 do 2010 był żonaty z Mervi Tapolą, córką fińskiego potentata w produkcji parówek. Ich relacje były częstym tematem poruszanym przez brukowce. Borykał się z kłopotami finansowymi, z których chcąc wybrnąć sprzedał wszystkie zdobyte medale, które odkupiło od niego Muzeum Sportu w Helsinkach. Jeszcze pod koniec lat 90. dorabiał jako kelner, śpiewak w barze karaoke, striptizer. W lutym 2003 został skazany na cztery miesiące więzienia w zawieszeniu po próbie zaatakowania nożem swojej czwartej żony. Kilka miesięcy później napisał swoją autobiografię, zatytułowaną Greetings from hell (Pozdrowienia z piekła). Przyznał, że cierpi na ADHD.
27 października 2004 otrzymał kolejny wyrok – 26 miesięcy więzienia – po tym, jak podczas sprzeczki w domu letniskowym swojej żony zranił nożem 59-letniego mężczyznę. Prokuratura oskarżała Nykänena o usiłowanie popełnienia morderstwa, jednak sąd, biorąc pod uwagę fakt, iż były skoczek był w momencie popełnienia przestępstwa pod wpływem alkoholu i nie w pełni świadom swoich czynów, skazał go jedynie za ciężkie uszkodzenie ciała. W tym samym roku doznał zawału serca. Z więzienia został zwolniony we wrześniu 2005. Przebywając na zwolnieniu warunkowym został ponownie aresztowany za zaatakowanie żony. 16 marca 2006 został skazany na karę czterech miesięcy pozbawienia wolności. Wkrótce po zwolnieniu zranił nożem klienta pizzerii w Korpilahti. Został skazany na dwa lata pozbawienia wolności, jednakże karę zmniejszono do 60 dni oraz 57 godzin pracy społecznej.
26 grudnia 2009 został aresztowany za próbę zamordowania swojej żony paskiem od szlafroka. Trafiła ona do szpitala z ranami na rękach i czole. Wcześniej zadzwoniła na policję z domu swoich sąsiadów, gdzie schroniła się przed atakującym ją mężem. Za to przestępstwo 24 sierpnia 2010 został skazany na 16 miesięcy więzienia. Musiał także zapłacić żonie 5 000 euro odszkodowania oraz pokryć koszty procesu w wysokości 3 000 euro. Badania wykazały, że cierpi na zespół nadpobudliwości psychoruchowej, która powoduje agresję i zaburzenia neurologiczne. W sierpniu 2010 Mervi Tapola wniosła piętnasty pozew o rozwód, który ostatecznie zakończył ich związek.
Po wyjściu z więzienia zaręczył się z celebrytką Susanną Ruotsalainen. W 2012 wystąpił w dziesięcioodcinkowym programie o swoim codziennym życiu. Reality show biło rekordy popularności. Po rozstaniu z Ruotsalainen, w październiku 2013 zaręczył się z pochodzącą z Joutseno Pią Talonpoiką. W lipcu 2014 pobrali się. Mieszkali we włączonym w 2009 do miasta Lappeenranta Joutseno (Nykänen wcześniej mieszkał w Ylöjärvi). Były skoczek miał trudne relacje ze swoimi dziećmi, które nie pozwalały mu spotykać się z jego wnukami.
Latem 2018 u Nykänena zdiagnozowano cukrzycę. Kilka miesięcy później ponownie zaczął dawać koncerty, po raz ostatni wystąpił 1 lutego 2019 w helsińskiej restauracji. W ostatnim okresie życia cierpiał na zawroty głowy i nudności. Nie stosował się do zalecanej diety. Zmarł krótko po północy 4 lutego 2019 w swoim domu w wieku 55 lat. Dostał wówczas silnych torsji, po których poszedł się umyć do łazienki, z której przez dłuższy czas nie wychodził. Gdy jego żona dostała się do środka, leżał martwy na podłodze we własnych wymiocinach. Oficjalną przyczyną zgonu było długotrwałe zapalenie trzustki z powodu nadużywania alkoholu, na które nałożyło się zapalenie płuc. Informacja o jego śmierci była szeroko komentowana przez media fińskie i zagraniczne. Na wniosek ministra kultury, sportu i spraw europejskich Sampy Terhy rząd Finlandii planował zorganizować Nykänenowi państwowy pogrzeb w uznaniu „ogromnych zasług dla kraju i narodu”, jednak rodzina skoczka sprzeciwiła się tym zamiarom, wybierając prywatną, skromną ceremonię w Jyväskylä, jego rodzinnej miejscowości. Został pochowany w rodzinnym grobowcu obok swojego ojca i prababki. Koszty pogrzebu pokryło fińskie państwo.

### Książki o Nykänenie
- Kari Kyheröinen i Hannu Miettinen: Takalaudasta täysillä: Matti Nykäsen tie maailmanhuipulle (1984)[175]
- Antti Arve: Matti Nykänen Maailman paras (1988)[175]
- Antero Kujala: Voittohyppy (1999)[175]
- Egon Theiner: Grüsse aus der Hölle (2004)[175] (angielski przekład jako Greetings from Hell wydano w styczniu 2006)
- Kai Merilä: Matin ja minun rankka reissu (2005)[175]
- Juha-Veli Jokinen: Elämä on laiffii (2006)[175]
- Matti Nykänen, Päivi Ainasoja i Manu Syrjänen: Mattihan se sopan keitti (2007)[175]
- Juha-Veli Jokinen: Missä me ollaan ja oonko mäkin siellä (2007)[175]
- Juha-Veli Jokinen: Myötä- ja vastamäessä (2010)[175]
- Benita Heiskanen: Mitä Matti tarkoittaa? Esseitä Matti Nykäsestä (2013)

## Igrzyska olimpijskie

### Indywidualnie
| 1984 Sarajewo | – | srebrny medal (K-90), złoty medal (K-112) |
| 1988 Calgary  | – | złoty medal (K-89), złoty medal (K-114)   |

### Drużynowo
| 1988 Calgary | – | złoty medal (K-114) |

### Starty M. Nykänena na igrzyskach olimpijskich – szczegółowo
| Miejsce | Dzień     | Rok  | Miejscowość | Skocznia   | Punkt K | Konkurs  | Skok 1  | Skok 2  | Nota                  | Strata  | Zwycięzca     |
| ------- | --------- | ---- | ----------- | ---------- | ------- | -------- | ------- | ------- | --------------------- | ------- | ------------- |
| 2.      | 12 lutego | 1984 | Sarajewo    | Igman      | K-90    | indywid. | 91,0 m  | 84,0 m  | 214,0 pkt             | 1,2 pkt | Jens Weißflog |
| 1.      | 18 lutego | 1984 | Sarajewo    | Igman      | K-112   | indywid. | 116,0 m | 111,0 m | 231,2 pkt             | -       | -             |
| 1.      | 14 lutego | 1988 | Calgary     | Olimpijska | K-89    | indywid. | 89,5 m  | 89,5 m  | 229,1 pkt             | -       | -             |
| 1.      | 23 lutego | 1988 | Calgary     | Olimpijska | K-114   | indywid. | 118,5 m | 107,0 m | 224,0 pkt             | -       | -             |
| 1.      | 24 lutego | 1988 | Calgary     | Olimpijska | K-114   | druż.    | 115,5 m | 114,5 m | 634,4 pkt (228,8 pkt) | -       | -             |

## Mistrzostwa świata

### Indywidualnie
| 1982 Oslo                       | – | 4. miejsce (K-85), złoty medal (K-105)    |
| 1985 Seefeld in Tirol/Innsbruck | – | brązowy medal (K-109), 11. miejsce (K-90) |
| 1987 Oberstdorf                 | – | 19. miejsce (K-115), srebrny medal (K-90) |
| 1989 Lahti                      | – | brązowy medal (K-114), 4. miejsce (K-90)  |
| 1991 Predazzo                   | – | 50. miejsce (K-115)                       |

### Drużynowo
| 1982 Oslo                       | – | brązowy medal (K-105) |
| 1984 Engelberg                  | – | złoty medal (K-120)   |
| 1985 Seefeld in Tirol/Innsbruck | – | złoty medal (K-109)   |
| 1987 Oberstdorf                 | – | złoty medal (K-115)   |
| 1989 Lahti                      | – | złoty medal (K-114)   |

### Starty M. Nykänena na mistrzostwach świata – szczegółowo
| Miejsce | Dzień       | Rok  | Miejscowość      | Skocznia                   | Punkt K | Konkurs  | Skok 1  | Skok 2  | Nota                  | Strata   | Zwycięzca      |
| ------- | ----------- | ---- | ---------------- | -------------------------- | ------- | -------- | ------- | ------- | --------------------- | -------- | -------------- |
| 4.      | 21 lutego   | 1982 | Oslo             | Midtstuen                  | K-85    | indywid. | 82,0 m  | 82,5 m  | 244,4 pkt             | 4,9 pkt  | Armin Kogler   |
| 3.      | 26 lutego   | 1982 | Oslo             | Holmenkollen               | K-105   | druż.    | 92,5 m  | 101,5 m | 670,8 pkt (224,6 pkt) | 47,7 pkt | Norwegia       |
| 1.      | 28 lutego   | 1982 | Oslo             | Holmenkollen               | K-105   | indywid. | 108,5 m | 102,5 m | 257,9 pkt             | -        | -              |
| 1.      | 26 lutego   | 1984 | Engelberg        | Gros-Titlis                | K-120   | druż.    | 117,0 m | 120,5 m | 618,3 pkt (220,0 pkt) | -        | -              |
| 3.      | 20 stycznia | 1985 | Innsbruck        | Bergisel                   | K-109   | indywid. | 108,0 m | 108,0 m | 221,7 pkt             | 2,5 pkt  | Per Bergerud   |
| 1.      | 22 stycznia | 1985 | Innsbruck        | Bergisel                   | K-109   | druż.    | 104,0 m | 107,0 m | 583,0 pkt (213,7 pkt) | -        | -              |
| 11.     | 26 stycznia | 1985 | Seefeld in Tirol | Olimpijska Toniego Seelosa | K-90    | indywid. | 83,5 m  | 88,0 m  | 206,4 pkt             | 18,9 pkt | Jens Weißflog  |
| 19.     | 15 lutego   | 1987 | Oberstdorf       | Schattenberg               | K-115   | indywid. | 101,0 m | 112,0 m | 191,2 pkt             | 24,8 pkt | Andreas Felder |
| 1.      | 17 lutego   | 1987 | Oberstdorf       | Schattenberg               | K-115   | druż.    | 110,0 m | 111,0 m | 634,1 pkt (209,6 pkt) | -        | -              |
| 2.      | 20 lutego   | 1987 | Oberstdorf       | Schattenberg               | K-90    | indywid. | 88,0 m  | 87,0 m  | 216,5 pkt             | 7,9 pkt  | Jiří Parma     |
| 3.      | 20 lutego   | 1989 | Lahti            | Salpausselkä               | K-114   | indywid. | 105,0 m | 108,5 m | 205,0 pkt             | 13,5 pkt | Jari Puikkonen |
| 1.      | 22 lutego   | 1989 | Lahti            | Salpausselkä               | K-114   | druż.    | 108,5 m | 98,0 m  | 645,0 pkt (195,5 pkt) | -        | -              |
| 4.      | 26 lutego   | 1989 | Lahti            | Salpausselkä               | K-90    | indywid. | 88,5 m  | -       | 107,1 pkt             | 7,2 pkt  | Jens Weißflog  |
| 50.     | 10 lutego   | 1991 | Val di Fiemme    | Giuseppego dal Bena        | K-115   | indywid. | 91,5 m  | 90,0 m  | 121,1 pkt             | 96,4 pkt | Franci Petek   |

## Mistrzostwa świata w lotach

### Indywidualnie
| 1983 Harrachov       | – | brązowy medal |
| 1985 Planica         | – | złoty medal   |
| 1986 Bad Mitterndorf | – | brązowy medal |
| 1988 Oberstdorf      | – | brązowy medal |
| 1990 Vikersund       | – | srebrny medal |

### Starty M. Nykänena na mistrzostwach świata w lotach – szczegółowo
| Miejsce | Dzień        | Rok  | Miejscowość     | Skocznia          | Punkt K | Konkurs  | Skok 1  | Skok 2  | Skok 3  | Skok 4  | Skok 5  | Skok 6  | Skok 7  | Skok 8  | Skok 9  | Nota       | Strata   | Zwycięzca            |
| ------- | ------------ | ---- | --------------- | ----------------- | ------- | -------- | ------- | ------- | ------- | ------- | ------- | ------- | ------- | ------- | ------- | ---------- | -------- | -------------------- |
| 3.      | 18-20 marca  | 1983 | Harrachov       | Čerťák            | K-180   | indywid. | 176,0 m | 168,0 m | 176,0 m | 159,0 m | 155,0 m | 151,0 m | 174,0 m | 163,0 m | 171,0 m | 1043,5 pkt | 7,5 pkt  | Klaus Ostwald        |
| 1.      | 16-17 lutego | 1985 | Planica         | Velikanka         | K-185   | indywid. | 190,0 m | 174,0 m | 136,0 m | 187,0 m | 186,0 m | -       | -       | -       | -       | 580,5 pkt  | -        | -                    |
| 3.      | 8-9 marca    | 1986 | Bad Mitterndorf | Kulm              | K-185   | indywid. | 123,0 m | 183,0 m | 131,0 m | 173,0 m | 185,0 m | 176,0 m | -       | -       | -       | 698,5 pkt  | 46,5 pkt | Andreas Felder       |
| 3.      | 13 marca     | 1988 | Oberstdorf      | Heiniego Klopfera | K-182   | indywid. | 168,0 m | 168,0 m | 180,0 m | -       | -       | -       | -       | -       | -       | 355,5 pkt  | 8,5 pkt  | Ole Gunnar Fidjestøl |
| 2.      | 25 lutego    | 1990 | Vikersund       | Vikersund         | K-175   | indywid. | 171,0 m | 160,0 m | -       | -       | -       | -       | -       | -       | -       | 350,8 pkt  | 6,9 pkt  | Dieter Thoma         |

## Mistrzostwa świata juniorów
| 1981 Schonach | – | złoty medal |

### Starty M. Nykänena na mistrzostwach świata juniorów – szczegółowo
| Miejsce | Dzień     | Rok  | Miejscowość | Skocznia   | Punkt K | Konkurs  | Skok 1 | Skok 2 | Nota      | Strata | Zwycięzca |
| ------- | --------- | ---- | ----------- | ---------- | ------- | -------- | ------ | ------ | --------- | ------ | --------- |
| 1.      | 15 lutego | 1981 | Schonach    | Langenwald | K-90    | indywid. | 92,0 m | 89,0 m | 264,7 pkt | -      | -         |

## Puchar Świata

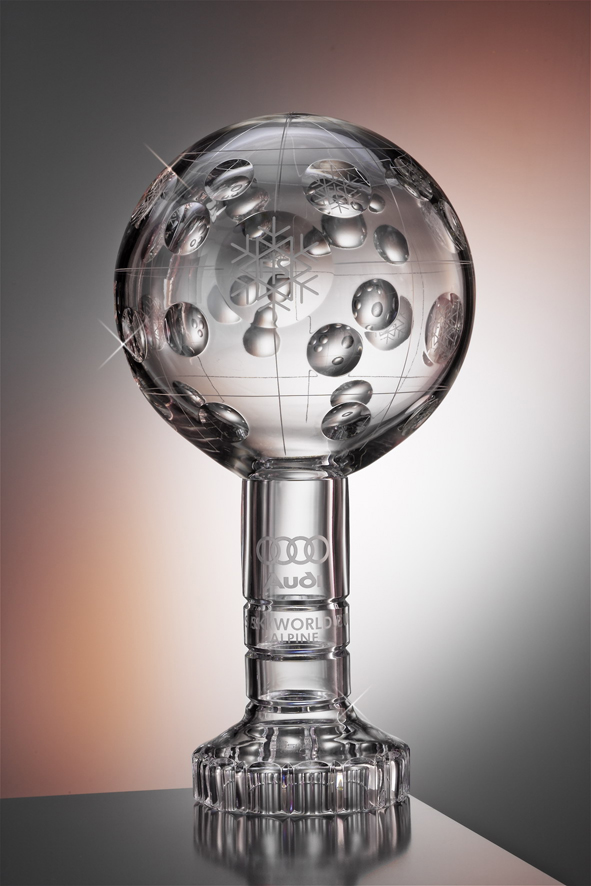
Kryształowa Kula, trofeum zdobyte przez Nykänena w 1988

Matti Nykänen który w sumie ma na swoim koncie 46 wygranych w Pucharze Świata, jest jednym z dwóch skoczków narciarskich w historii (obok Adama Małysza – 39 wygranych konkursów), który czterokrotnie zwyciężył w klasyfikacji generalnej PŚ. W pucharowych zawodach brał udział 143 razy.

### Miejsca w klasyfikacji generalnej
| Sezon     | Miejsce |
| --------- | ------- |
| 1980/1981 | 26.     |
| 1981/1982 | 4.      |
| 1982/1983 | 1.      |
| 1983/1984 | 2.      |
| 1984/1985 | 1.      |
| 1985/1986 | 1.      |
| 1986/1987 | 6.      |
| 1987/1988 | 1.      |
| 1988/1989 | 9.      |
| 1989/1990 | 19.     |

### Zwycięstwa w konkursach Pucharu Świata
Nykänen, mając na koncie 46 pucharowych zwycięstw, jest drugim zawodnikiem w historii pod względem liczby zwycięstw w konkursach Pucharu Świata, za Gregorem Schlierenzaurem (53 wygrane). Jako jedyny skoczek w dziejach wygrał w jednym mieście aż osiem zawodów PŚ (skocznie Salpausselkä w Lahti).
| Lp. | Dzień       | Rok  | Miejscowość              | Skocznia             | Punkt K | Skok 1  | Skok 2  | Nota      | Przypisy        |
| --- | ----------- | ---- | ------------------------ | -------------------- | ------- | ------- | ------- | --------- | --------------- |
| 1.  | 30 grudnia  | 1981 | Oberstdorf               | Schattenberg         | K-115   | 109,0 m | 104,5 m | 241,4 pkt | * TCS 1981/1982 |
| 2.  | 28 lutego   | 1982 | Oslo                     | Holmenkollen         | K-105   | 108,5 m | 102,5 m | 257,9 pkt | * MŚ 1982       |
| 3.  | 12 marca    | 1982 | Tauplitz/Bad Mitterndorf | Kulm                 | K-165   | 166,0 m | 146,0 m | 385,5 pkt | –               |
| 4.  | 18 grudnia  | 1982 | Cortina d’Ampezzo        | Italia               | K-92    | 87,0 m  | –       | 120,7 pkt | –               |
| 5.  | 4 stycznia  | 1983 | Innsbruck                | Bergisel             | K-109   | 105,0 m | 104,0 m | 249,5 pkt | * TCS 1982/1983 |
| 6.  | 15 stycznia | 1983 | Lake Placid              | MacKenzie Intervale  | K-114   | 124,5 m | –       | 146,5 pkt | –               |
| 7.  | 16 stycznia | 1983 | Lake Placid              | MacKenzie Intervale  | K-114   | 120,5 m | 108,0 m | 259,3 pkt | –               |
| 8.  | 23 stycznia | 1983 | Thunder Bay              | Big Thunder          | K-120   | 117,0 m | 125,5 m | 272,0 pkt | –               |
| 9.  | 18 lutego   | 1983 | Vikersund                | Vikersund            | K-150   | 150,0 m | 153,0 m | 361,0 pkt | –               |
| 10. | 19 lutego   | 1983 | Vikersund                | Vikersund            | K-150   | 152,0 m | 150,0 m | 369,0 pkt | –               |
| 11. | 20 lutego   | 1983 | Vikersund                | Vikersund            | K-150   | 143,0 m | 147,0 m | 354,5 pkt | –               |
| 12. | 27 lutego   | 1983 | Falun                    | Lugnet               | K-112   | 111,5 m | 104,0 m | 241,9 pkt | –               |
| 13. | 26 marca    | 1983 | Planica                  | Srednja velikanka    | K-92    | 92,0 m  | 92,0 m  | 262,7 pkt | –               |
| 14. | 18 lutego   | 1984 | Sarajewo                 | Igman                | K-112   | 116,0 m | 111,0 m | 231,2 pkt | * ZIO 1984      |
| 15. | 3 marca     | 1984 | Lahti                    | Salpausselkä         | K-88    | 86,0 m  | 84,0 m  | 211,9 pkt | –               |
| 16. | 4 marca     | 1984 | Lahti                    | Salpausselkä         | K-113   | 119,5 m | 109,5 m | 228,7 pkt | –               |
| 17. | 17 marca    | 1984 | Oberstdorf               | Heiniego Klopfera    | K-182   | 185,0 m | 173,0 m | 392,5 pkt | –               |
| 18. | 18 marca    | 1984 | Oberstdorf               | Heiniego Klopfera    | K-182   | 170,0 m | 178,0 m | 391,0 pkt | –               |
| 19. | 4 stycznia  | 1985 | Innsbruck                | Bergisel             | K-109   | 105,0 m | 110,0 m | 219,3 pkt | * TCS 1984/1985 |
| 20. | 9 lutego    | 1985 | Sapporo                  | Miyanomori           | K-90    | 92,5 m  | 90,0 m  | 227,0 pkt | –               |
| 21. | 1 marca     | 1985 | Lahti                    | Salpausselkä         | K-88    | 85,5 m  | 84,0 m  | 212,6 pkt | –               |
| 22. | 10 marca    | 1985 | Oslo                     | Holmenkollen         | K-105   | 107,5 m | 104,0 m | 226,6 pkt | –               |
| 23. | 23 marca    | 1985 | Szczyrbskie Jezioro      | MS 1970 B            | K-88    | 85,0 m  | 88,5 m  | 221,0 pkt | –               |
| 24. | 24 marca    | 1985 | Szczyrbskie Jezioro      | MS 1970 A            | K-114   | 111,5 m | 115,0 m | 225,9 pkt | –               |
| 25. | 11 stycznia | 1986 | Harrachov                | Čerťák               | K-120   | 122,0 m | 116,0 m | 224,2 pkt | * TC 1986       |
| 26. | 17 stycznia | 1986 | Klingenthal              | Aschberg             | K-102   | 100,0 m | 103,0 m | 227,6 pkt | –               |
| 27. | 25 stycznia | 1986 | Sapporo                  | Miyanomori           | K-90    | 88,0 m  | 94,0 m  | 226,7 pkt | –               |
| 28. | 26 stycznia | 1986 | Sapporo                  | Ōkurayama            | K-112   | 120,0 m | 108,5 m | 233,3 pkt | –               |
| 29. | 1 marca     | 1986 | Lahti                    | Salpausselkä         | K-88    | 86,5 m  | 89,0 m  | 225,7 pkt | –               |
| 30. | 2 marca     | 1986 | Lahti                    | Salpausselkä         | K-113   | 111,0 m | 113,5 m | 225,9 pkt | –               |
| 31. | 22 marca    | 1986 | Planica                  | Srednja velikanka    | K-90    | 92,0 m  | 91,5 m  | 227,7 pkt | –               |
| 32. | 7 grudnia   | 1986 | Thunder Bay              | Big Thunder          | K-120   | 124,5 m | 119,5 m | 236,1 pkt | –               |
| 33. | 1 marca     | 1987 | Lahti                    | Salpausselkä         | K-88    | 90,0 m  | 85,5 m  | 221,7 pkt | –               |
| 34. | 8 marca     | 1987 | Falun                    | Lugnet               | K-112   | 115,0 m | 103,0 m | 216,6 pkt | –               |
| 35. | 5 grudnia   | 1987 | Thunder Bay              | Normal Thunder       | K-89    | 95,5 m  | 94,5 m  | 250,2 pkt | –               |
| 36. | 6 grudnia   | 1987 | Thunder Bay              | Big Thunder          | K-120   | 121,5 m | 126,5 m | 241,7 pkt | –               |
| 37. | 19 grudnia  | 1987 | Sapporo                  | Miyanomori           | K-90    | 91,5 m  | –       | 113,4 pkt | –               |
| 38. | 20 grudnia  | 1987 | Sapporo                  | Ōkurayama            | K-115   | 112,5 m | 103,5 m | 202,4 pkt | –               |
| 39. | 1 stycznia  | 1988 | Garmisch-Partenkirchen   | Wielka Olimpijska    | K-107   | 103,5 m | 101,5 m | 212,4 pkt | * TCS 1987/1988 |
| 40. | 4 stycznia  | 1988 | Innsbruck                | Bergisel             | K-109   | 108,0 m | 105,0 m | 220,0 pkt | * TCS 1987/1988 |
| 41. | 6 stycznia  | 1988 | Bischofshofen            | Paula Ausserleitnera | K-111   | 112,5 m | 110,0 m | 229,7 pkt | * TCS 1987/1988 |
| 42. | 20 stycznia | 1988 | Sankt Moritz             | Olimpijska           | K-94    | 88,5 m  | 94,0 m  | 216,7 pkt | * TS 1988       |
| 43. | 5 marca     | 1988 | Lahti                    | Salpausselkä         | K-90    | 87,0 m  | 86,0 m  | 214,8 pkt | –               |
| 44. | 6 marca     | 1988 | Lahti                    | Salpausselkä         | K-114   | 111,0 m | 103,0 m | 208,4 pkt | –               |
| 45. | 17 grudnia  | 1988 | Sapporo                  | Miyanomori           | K-90    | 88,5 m  | 90,0 m  | 219,7 pkt | –               |
| 46. | 1 stycznia  | 1989 | Garmisch-Partenkirchen   | Wielka Olimpijska    | K-107   | 109,0 m | 102,0 m | 220,5 pkt | * TCS 1988/1989 |

### Miejsca na podium
| Sezon PŚ  | 1. miejsce | 2. miejsce | 3. miejsce | razem |
| 1980/1981 | -          | 1          | -          | 1     |
| 1981/1982 | 3          | 2          | -          | 5     |
| 1982/1983 | 10         | 2          | 1          | 13    |
| 1983/1984 | 5          | 6          | -          | 11    |
| 1984/1985 | 6          | 4          | -          | 10    |
| 1985/1986 | 7          | 3          | 4          | 14    |
| 1986/1987 | 3          | 1          | -          | 4     |
| 1987/1988 | 10         | 2          | -          | 12    |
| 1988/1989 | 2          | -          | 3          | 5     |
| 1989/1990 | -          | 1          | -          | 1     |
| 1990/1991 | -          | -          | -          | -     |
| suma      | 46         | 22         | 8          | 76    |

### Miejsca na podium w konkursach Pucharu Świata
Matti Nykänen 76 razy stawał na podium zawodów Pucharu Świata (co klasyfikuje go na piątym miejscu w tej kategorii, ex aequo z Thomasem Morgensternem; najwięcej podiów osiągnął Janne Ahonen – 108), z czego 46 na najwyższym jego stopniu. Oprócz tego 22 razy był drugi i 8-krotnie zajmował najniższy stopień podium. Najwięcej razy w pierwszej trójce konkursu był klasyfikowany podczas zawodów rozgrywanych w Lahti (dwunastokrotnie).
| Lp. | Dzień       | Rok  | Miejscowość              | Skocznia             | Punkt K | Skok 1  | Skok 2  | Skok 3  | Nota      | Lok. | Strata   | Zwycięzca        |
| --- | ----------- | ---- | ------------------------ | -------------------- | ------- | ------- | ------- | ------- | --------- | ---- | -------- | ---------------- |
| 1.  | 7 marca     | 1981 | Lahti                    | Salpausselkä         | K-113   | 104,0 m | 111,5 m | -       | 251,1 pkt | 2.   | 2,2 pkt  | Jari Puikkonen   |
| 2.  | 30 grudnia  | 1981 | Oberstdorf               | Schattenberg         | K-115   | 109,0 m | 104,5 m | -       | 241,4 pkt | 1.   | -        | -                |
| 3.  | 28 lutego   | 1982 | Oslo                     | Holmenkollen         | K-105   | 108,5 m | 102,5 m | -       | 257,9 pkt | 1.   | -        | -                |
| 4.  | 7 marca     | 1982 | Lahti                    | Salpausselkä         | K-88    | 80,5 m  | 83,5 m  | -       | 242,2 pkt | 2.   | 2,3 pkt  | Ole Bremseth     |
| 5.  | 12 marca    | 1982 | Tauplitz/Bad Mitterndorf | Kulm                 | K-165   | 166,0 m | 146,0 m | -       | 385,5 pkt | 1.   | -        | -                |
| 6.  | 13 marca    | 1982 | Tauplitz/Bad Mitterndorf | Kulm                 | K-165   | 155,0 m | 165,0 m | -       | 386,0 pkt | 2.   | 9,0 pkt  | Hubert Neuper    |
| 7.  | 18 grudnia  | 1982 | Cortina d’Ampezzo        | Italia               | K-92    | 87,0 m  | -       | -       | 120,7 pkt | 1.   | -        | -                |
| 8.  | 30 grudnia  | 1982 | Oberstdorf               | Schattenberg         | K-110   | 113,0 m | 114,0 m | -       | 261,8 pkt | 2.   | 3,1 pkt  | Horst Bulau      |
| 9.  | 4 stycznia  | 1983 | Innsbruck                | Bergisel             | K-109   | 105,0 m | 104,0 m | -       | 249,5 pkt | 1.   | -        | -                |
| 10. | 15 stycznia | 1983 | Lake Placid              | MacKenzie Intervale  | K-114   | 124,5 m | -       | -       | 146,5 pkt | 1.   | -        | -                |
| 11. | 16 stycznia | 1983 | Lake Placid              | MacKenzie Intervale  | K-114   | 120,5 m | 108,0 m | -       | 259,3 pkt | 1.   | -        | -                |
| 12. | 23 stycznia | 1983 | Thunder Bay              | Big Thunder          | K-120   | 117,0 m | 125,5 m | -       | 272,0 pkt | 1.   | -        | -                |
| 13. | 18 lutego   | 1983 | Vikersund                | Vikersund            | K-150   | 150,0 m | 153,0 m | -       | 361,0 pkt | 1.   | -        | -                |
| 14. | 19 lutego   | 1983 | Vikersund                | Vikersund            | K-150   | 152,0 m | 150,0 m | -       | 369,0 pkt | 1.   | -        | -                |
| 15. | 20 lutego   | 1983 | Vikersund                | Vikersund            | K-150   | 143,0 m | 147,0 m | -       | 354,5 pkt | 1.   | -        | -                |
| 16. | 25 lutego   | 1983 | Falun                    | Lugnet               | K-89    | 90,5 m  | 87,0 m  | -       | 254,1 pkt | 2.   | 8,4 pkt  | Horst Bulau      |
| 17. | 27 lutego   | 1983 | Falun                    | Lugnet               | K-112   | 111,5 m | 104,0 m | -       | 241,9 pkt | 1.   | -        | -                |
| 18. | 6 marca     | 1983 | Lahti                    | Salpausselkä         | K-113   | 117,5 m | 101,0 m | -       | 244,2 pkt | 3.   | 13,5 pkt | Horst Bulau      |
| 19. | 26 marca    | 1983 | Planica                  | Srednja velikanka    | K-92    | 92,0 m  | 92,0 m  | -       | 262,7 pkt | 1.   | -        | -                |
| 20. | 10 grudnia  | 1983 | Thunder Bay              | Normal Thunder       | K-89    | 91,5 m  | 87,0 m  | -       | 221,8 pkt | 2.   | 17,3 pkt | Horst Bulau      |
| 21. | 12 grudnia  | 1983 | Thunder Bay              | Big Thunder          | K-120   | 118,5 m | 119,0 m | -       | 218,0 pkt | 2.   | 4,0 pkt  | Vegard Opaas     |
| 22. | 17 grudnia  | 1983 | Lake Placid              | MacKenzie Intervale  | K-86    | 88,5 m  | 82,0 m  | -       | 216,6 pkt | 2.   | 14,1 pkt | Primož Ulaga     |
| 23. | 4 stycznia  | 1984 | Innsbruck                | Bergisel             | K-106   | 96,0 m  | 102,5 m | -       | 207,6 pkt | 2.   | 16,5 pkt | Jens Weißflog    |
| 24. | 12 lutego   | 1984 | Sarajewo                 | Igman                | K-90    | 91,0 m  | 84,0 m  | -       | 214,0 pkt | 2.   | 1,2 pkt  | Jens Weißflog    |
| 25. | 18 lutego   | 1984 | Sarajewo                 | Igman                | K-112   | 116,0 m | 111,0 m | -       | 231,2 pkt | 1.   | -        | -                |
| 26. | 3 marca     | 1984 | Lahti                    | Salpausselkä         | K-88    | 86,0 m  | 84,0 m  | -       | 211,9 pkt | 1.   | -        | -                |
| 27. | 4 marca     | 1984 | Lahti                    | Salpausselkä         | K-113   | 119,5 m | 109,5 m | -       | 228,7 pkt | 1.   | -        | -                |
| 28. | 9 marca     | 1984 | Lillehammer              | Lysgårds             | K-120   | 103,5 m | 125,0 m | -       | 200,9 pkt | 2.   | 9,6 pkt  | Pavel Ploc       |
| 29. | 17 marca    | 1984 | Oberstdorf               | Heiniego Klopfera    | K-182   | 185,0 m | 173,0 m | -       | 392,5 pkt | 1.   | -        | -                |
| 30. | 18 marca    | 1984 | Oberstdorf               | Heiniego Klopfera    | K-182   | 170,0 m | 178,0 m | -       | 391,0 pkt | 1.   | -        | -                |
| 31. | 30 grudnia  | 1984 | Oberstdorf               | Schattenberg         | K-115   | 114,5 m | 115,0 m | -       | 223,9 pkt | 2.   | 11,5 pkt | Ernst Vettori    |
| 32. | 4 stycznia  | 1985 | Innsbruck                | Bergisel             | K-109   | 105,0 m | 110,0 m | -       | 219,3 pkt | 1.   | -        | -                |
| 33. | 9 lutego    | 1985 | Sapporo                  | Miyanomori           | K-90    | 92,5 m  | 90,0 m  | -       | 227,0 pkt | 1.   | -        | -                |
| 34. | 10 lutego   | 1985 | Sapporo                  | Ōkurayama            | K-110   | 111,0 m | 90,0 m  | -       | 189,9 pkt | 2.   | 4,6 pkt  | Masahiro Akimoto |
| 35. | 13 lutego   | 1985 | Sankt Moritz             | Olimpijska           | K-94    | 90,0 m  | 94,0 m  | -       | 217,6 pkt | 2.   | 7,4 pkt  | Ernst Vettori    |
| 36. | 1 marca     | 1985 | Lahti                    | Salpausselkä         | K-88    | 85,5 m  | 84,0 m  | -       | 212,6 pkt | 1.   | -        | -                |
| 37. | 3 marca     | 1985 | Lahti                    | Salpausselkä         | K-113   | 120,5 m | 109,0 m | -       | 223.9 pkt | 2.   | 19,4 pkt | Andreas Felder   |
| 38. | 10 marca    | 1985 | Oslo                     | Holmenkollen         | K-105   | 107,5 m | 104,0 m | -       | 226,6 pkt | 1.   | -        | -                |
| 39. | 23 marca    | 1985 | Szczyrbskie Jezioro      | MS 1970 B            | K-88    | 85,0 m  | 88,5 m  | -       | 221,0 pkt | 1.   | -        | -                |
| 40. | 24 marca    | 1985 | Szczyrbskie Jezioro      | MS 1970 A            | K-114   | 111,5 m | 115,0 m | -       | 225,9 pkt | 1.   | -        | -                |
| 41. | 7 grudnia   | 1985 | Thunder Bay              | Normal Thunder       | K-89    | 94,5 m  | 88,5 m  | -       | 232,5 pkt | 3.   | 5,2 pkt  | Primož Ulaga     |
| 42. | 11 stycznia | 1986 | Harrachov                | Čerťák               | K-120   | 122,0 m | 116,0 m | -       | 224,2 pkt | 1.   | -        | -                |
| 43. | 17 stycznia | 1986 | Klingenthal              | Aschberg             | K-102   | 100,0 m | 103,0 m | -       | 227,6 pkt | 1.   | -        | -                |
| 44. | 25 stycznia | 1986 | Sapporo                  | Miyanomori           | K-90    | 88,0 m  | 94,0 m  | -       | 226,7 pkt | 1.   | -        | -                |
| 45. | 26 stycznia | 1986 | Sapporo                  | Ōkurayama            | K-112   | 120,0 m | 108,5 m | -       | 233,3 pkt | 1.   | -        | -                |
| 46. | 15 lutego   | 1986 | Vikersund                | Vikersund            | K-155   | 152,0 m | 143,0 m | 150,0 m | 357,0 pkt | 2.   | 3,0 pkt  | Andreas Felder   |
| 47. | 16 lutego   | 1986 | Vikersund                | Vikersund            | K-155   | 145,0 m | 154,0 m | 154,0 m | 353,5 pkt | 3.   | 8,0 pkt  | Andreas Felder   |
| 48. | 21 lutego   | 1986 | Gstaad                   | Matten               | K-88    | 84,5 m  | 87,5 m  | -       | 218,6 pkt | 3.   | 4,2 pkt  | Ernst Vettori    |
| 49. | 23 lutego   | 1986 | Engelberg                | Gross-Titlis         | K-120   | 120,5 m | 108,0 m | -       | 211,4 pkt | 2.   | 4,3 pkt  | Andreas Felder   |
| 50. | 1 marca     | 1986 | Lahti                    | Salpausselkä         | K-88    | 86,5 m  | 89,0 m  | -       | 225,7 pkt | 1.   | -        | -                |
| 51. | 2 marca     | 1986 | Lahti                    | Salpausselkä         | K-113   | 111,0 m | 113,5 m | -       | 225,9 pkt | 1.   | -        | -                |
| 52. | 16 marca    | 1986 | Oslo                     | Holmenkollen         | K-105   | 103,0 m | 106,0 m | -       | 225,6 pkt | 2.   | 1,9 pkt  | Ernst Vettori    |
| 53. | 22 marca    | 1986 | Planica                  | Srednja velikanka    | K-90    | 92,0 m  | 91,5 m  | -       | 227,7 pkt | 1.   | -        | -                |
| 54. | 23 marca    | 1986 | Planica                  | Bloudkova velikanka  | K-120   | 123,0 m | 127,0 m | -       | 234,9 pkt | 3.   | 7,4 pkt  | Ernst Vettori    |
| 55. | 6 grudnia   | 1986 | Thunder Bay              | Normal Thunder       | K-89,5  | 89,5 m  | 89,5 m  | -       | 229,5 pkt | 2.   | 1,2 pkt  | Jens Weißflog    |
| 56. | 7 grudnia   | 1986 | Thunder Bay              | Big Thunder          | K-120   | 124,5 m | 119,5 m | -       | 236,1 pkt | 1.   | -        | -                |
| 57. | 1 marca     | 1987 | Lahti                    | Salpausselkä         | K-88    | 90,0 m  | 85,5 m  | -       | 221,7 pkt | 1.   | -        | -                |
| 58. | 8 marca     | 1987 | Falun                    | Lugnet               | K-112   | 115,0 m | 103,0 m | -       | 216,6 pkt | 1.   | -        | -                |
| 59. | 5 grudnia   | 1987 | Thunder Bay              | Normal Thunder       | K-89    | 95,5 m  | 94,5 m  | -       | 250,2 pkt | 1.   | -        | -                |
| 60. | 6 grudnia   | 1987 | Thunder Bay              | Big Thunder          | K-120   | 121,5 m | 126,5 m | -       | 241,7 pkt | 1.   | -        | -                |
| 61. | 19 grudnia  | 1987 | Sapporo                  | Miyanomori           | K-90    | 91,5 m  | -       | -       | 113,4 pkt | 1.   | -        | -                |
| 62. | 20 grudnia  | 1987 | Sapporo                  | Ōkurayama            | K-115   | 112,5 m | 103,5 m | -       | 202,4 pkt | 1.   | -        | -                |
| 63. | 30 grudnia  | 1987 | Oberstdorf               | Schattenberg         | K-115   | 115,0 m | 114,0 m | -       | 225,6 pkt | 2.   | 4,6 pkt  | Pavel Ploc       |
| 64. | 1 stycznia  | 1988 | Garmisch-Partenkirchen   | Wielka Olimpijska    | K-107   | 103,5 m | 101,5 m | -       | 212,4 pkt | 1.   | -        | -                |
| 65. | 4 stycznia  | 1988 | Innsbruck                | Bergisel             | K-109   | 108,0 m | 105,0 m | -       | 220,0 pkt | 1.   | -        | -                |
| 66. | 6 stycznia  | 1988 | Bischofshofen            | Paula Ausserleitnera | K-111   | 112,5 m | 110,0 m | -       | 229,7 pkt | 1.   | -        | -                |
| 67. | 20 stycznia | 1988 | Sankt Moritz             | Olimpijska           | K-94    | 88,5 m  | 94,0 m  | -       | 216,7 pkt | 1.   | -        | -                |
| 68. | 24 stycznia | 1988 | Engelberg                | Gross-Titlis         | K-120   | 112,5 m | 118,0 m | -       | 214,7 pkt | 2.   | 0,3 pkt  | Jens Weißflog    |
| 69. | 5 marca     | 1988 | Lahti                    | Salpausselkä         | K-90    | 87,0 m  | 86,0 m  | -       | 214,8 pkt | 1.   | -        | -                |
| 70. | 6 marca     | 1988 | Lahti                    | Salpausselkä         | K-114   | 111,0 m | 103,0 m | -       | 208,4 pkt | 1.   | -        | -                |
| 71. | 3 grudnia   | 1988 | Thunder Bay              | Normal Thunder       | K-89    | 87,0 m  | 86,5 m  | -       | 216,6 pkt | 3.   | 5,0 pkt  | Dieter Thoma     |
| 72. | 17 grudnia  | 1988 | Sapporo                  | Miyanomori           | K-90    | 88,5 m  | 90,0 m  | -       | 219,7 pkt | 1.   | -        | -                |
| 73. | 18 grudnia  | 1988 | Sapporo                  | Ōkurayama            | K-115   | 110,0 m | 108,0 m | -       | 212,5 pkt | 3.   | 9,5 pkt  | Jan Boklöv       |
| 74. | 30 grudnia  | 1988 | Oberstdorf               | Schattenberg         | K-115   | 108,5 m | 109,5 m | -       | 209,0 pkt | 3.   | 10,5 pkt | Dieter Thoma     |
| 75. | 1 stycznia  | 1989 | Garmisch-Partenkirchen   | Wielka Olimpijska    | K-107   | 109,0 m | 102,0 m | -       | 220,5 pkt | 1.   | -        | -                |
| 76. | 9 grudnia   | 1989 | Lake Placid              | MacKenzie Intervale  | K-114   | 114,0 m | 109,5 m | -       | 226,0 pkt | 2.   | 8,0 pkt  | Ernst Vettori    |

### Miejsca w poszczególnych konkursachPucharu Świata
| Sezon 1980/1981                                          |                        |                        |               |               |                        |                        |                        |                   |                     |                     |                |                |              |             |           |              |              |                     |                     |                     |                     |         |         |         |        |        |        |        |        |        |        |        |        |
| Oberstdorf                                               | Garmisch-Partenkirchen | Innsbruck              | Bischofshofen | Harrachov     | Liberec                | Sankt Moritz           | Gstaad                 | Engelberg         | Ironwood            | Ironwood            | Sapporo        | Sapporo        | Thunder Bay  | Thunder Bay | Chamonix  | Saint Nizier | Lahti        | Lahti               | Falun               | Oslo                | Bærum               | Planica | Planica | punkty  | punkty | punkty | punkty | punkty | punkty | punkty | punkty | punkty |        |
| -                                                        | -                      | -                      | -             | 44            | 25                     | -                      | -                      | -                 | -                   | -                   | -              | -              | -            | -           | -         | -            | 6            | 2                   | 23                  | 30                  | -                   | -       | -       | 30      | 30     | 30     | 30     | 30     | 30     | 30     | 30     | 30     |        |
| Sezon 1981/1982                                          |                        |                        |               |               |                        |                        |                        |                   |                     |                     |                |                |              |             |           |              |              |                     |                     |                     |                     |         |         |         |        |        |        |        |        |        |        |        |        |
| Cortina d’Ampezzo                                        | Oberstdorf             | Garmisch-Partenkirchen | Innsbruck     | Bischofshofen | Sapporo                | Sapporo                | Thunder Bay            | Thunder Bay       | Sankt Moritz        | Engelberg           | Oslo           | Oslo           | Lahti        | Lahti       | Tauplitz  | Tauplitz     | Tauplitz     | Szczyrbskie Jezioro | Szczyrbskie Jezioro | Planica             | Planica             | punkty  | punkty  | punkty  | punkty | punkty | punkty | punkty | punkty | punkty |        |        |        |
| -                                                        | 1                      | 5                      | 32            | 37            | -                      | -                      | -                      | -                 | -                   | -                   | 4              | 1              | 4            | 2           | 1         | 2            | 5            | -                   | -                   | -                   | -                   | 138     | 138     | 138     | 138    | 138    | 138    | 138    | 138    | 138    |        |        |        |
| Sezon 1982/1983                                          |                        |                        |               |               |                        |                        |                        |                   |                     |                     |                |                |              |             |           |              |              |                     |                     |                     |                     |         |         |         |        |        |        |        |        |        |        |        |        |
| Cortina d’Ampezzo                                        | Oberstdorf             | Garmisch-Partenkirchen | Innsbruck     | Bischofshofen | Harrachov              | Harrachov              | Lake Placid            | Lake Placid       | Thunder Bay         | Thunder Bay         | Sankt Moritz   | Gstaad         | Engelberg    | Vikersund   | Vikersund | Vikersund    | Falun        | Falun               | Lahti               | Lahti               | Baerum              | Oslo    | Planica | Planica | punkty | punkty | punkty | punkty | punkty | punkty | punkty | punkty | punkty |
| 1                                                        | 2                      | 4                      | 1             | 7             | 9                      | 4                      | 1                      | 1                 | 7                   | 1                   | -              | -              | -            | 1           | 1         | 1            | 2            | 1                   | 9                   | 3                   | 31                  | 17      | 1       | 5       | 277    | 277    | 277    | 277    | 277    | 277    | 277    | 277    | 277    |
| Sezon 1983/1984                                          |                        |                        |               |               |                        |                        |                        |                   |                     |                     |                |                |              |             |           |              |              |                     |                     |                     |                     |         |         |         |        |        |        |        |        |        |        |        |        |
| Thunder Bay                                              | Thunder Bay            | Lake Placid            | Lake Placid   | Oberstdorf    | Garmisch-Partenkirchen | Innsbruck              | Bischofshofen          | Cortina d’Ampezzo | Harrachov           | Liberec             | Sapporo        | Sapporo        | Sarajewo     | Sarajewo    | Lahti     | Lahti        | Falun        | Lillehammer         | Oslo                | Oberstdorf          | Oberstdorf          | Planica | Planica | punkty  | punkty | punkty | punkty | punkty | punkty | punkty | punkty | punkty |        |
| 2                                                        | 2                      | 2                      | 5             | 4             | 5                      | 2                      | 6                      | -                 | -                   | -                   | -              | -              | 2            | 1           | 1         | 1            | 4            | 2                   | 76                  | 1                   | 1                   | -       | -       | 217     | 217    | 217    | 217    | 217    | 217    | 217    | 217    | 217    |        |
| Sezon 1984/1985                                          |                        |                        |               |               |                        |                        |                        |                   |                     |                     |                |                |              |             |           |              |              |                     |                     |                     |                     |         |         |         |        |        |        |        |        |        |        |        |        |
| Thunder Bay                                              | Thunder Bay            | Lake Placid            | Lake Placid   | Oberstdorf    | Garmisch-Partenkirchen | Innsbruck              | Bischofshofen          | Cortina d’Ampezzo | Sapporo             | Sapporo             | Sankt Moritz   | Engelberg      | Harrachov    | Lahti       | Lahti     | Örnsköldsvik | Falun        | Oslo                | Szczyrbskie Jezioro | Szczyrbskie Jezioro | punkty              | punkty  | punkty  | punkty  | punkty | punkty | punkty | punkty | punkty |        |        |        |        |
| 6                                                        | 4                      | 5                      | 5             | 2             | 8                      | 1                      | 6                      | -                 | 1                   | 2                   | 2              | -              | -            | 1           | 2         | 8            | 6            | 1                   | 1                   | 1                   | 224                 | 224     | 224     | 224     | 224    | 224    | 224    | 224    | 224    |        |        |        |        |
| Sezon 1985/1986                                          |                        |                        |               |               |                        |                        |                        |                   |                     |                     |                |                |              |             |           |              |              |                     |                     |                     |                     |         |         |         |        |        |        |        |        |        |        |        |        |
| Thunder Bay                                              | Thunder Bay            | Lake Placid            | Lake Placid   | Chamonix      | Oberstdorf             | Garmisch-Partenkirchen | Innsbruck              | Bischofshofen     | Harrachov           | Liberec             | Klingenthal    | Oberwiesenthal | Sapporo      | Sapporo     | Vikersund | Vikersund    | Sankt Moritz | Gstaad              | Engelberg           | Lahti               | Lahti               | Oslo    | Planica | Planica | punkty |        |        |        |        |        |        |        |        |
| 3                                                        | 4                      | 7                      | 19            | -             | -                      | -                      | -                      | -                 | 1                   | 11                  | 1              | 21             | 1            | 1           | 2         | 3            | 12           | 3                   | 2                   | 1                   | 1                   | 2       | 1       | 3       | 250    |        |        |        |        |        |        |        |        |
| Sezon 1986/1987                                          |                        |                        |               |               |                        |                        |                        |                   |                     |                     |                |                |              |             |           |              |              |                     |                     |                     |                     |         |         |         |        |        |        |        |        |        |        |        |        |
| Thunder Bay                                              | Thunder Bay            | Lake Placid            | Lake Placid   | Chamonix      | Oberstdorf             | Garmisch-Partenkirchen | Innsbruck              | Bischofshofen     | Szczyrbskie Jezioro | Szczyrbskie Jezioro | Oberwiesenthal | Sapporo        | Sapporo      | Lahti       | Lahti     | Örnsköldsvik | Falun        | Planica             | Planica             | Raelingen           | Oslo                | punkty  | punkty  | punkty  | punkty | punkty | punkty | punkty | punkty | punkty |        |        |        |
| 2                                                        | 1                      | 13                     | 10            | -             | 15                     | 9                      | -                      | -                 | -                   | -                   | -              | -              | -            | 16          | 1         | -            | 1            | -                   | -                   | 4                   | 7                   | 133     | 133     | 133     | 133    | 133    | 133    | 133    | 133    | 133    |        |        |        |
| Sezon 1987/1988                                          |                        |                        |               |               |                        |                        |                        |                   |                     |                     |                |                |              |             |           |              |              |                     |                     |                     |                     |         |         |         |        |        |        |        |        |        |        |        |        |
| Thunder Bay                                              | Thunder Bay            | Lake Placid            | Lake Placid   | Sapporo       | Sapporo                | Oberstdorf             | Garmisch-Partenkirchen | Innsbruck         | Bischofshofen       | Gallio              | Sankt Moritz   | Gstaad         | Engelberg    | Lahti       | Lahti     | Meldal       | Oslo         | Planica             | Planica             | punkty              | punkty              | punkty  | punkty  | punkty  | punkty | punkty | punkty | punkty | punkty |        |        |        |        |
| 1                                                        | 1                      | -                      | -             | 1             | 1                      | 2                      | 1                      | 1                 | 1                   | -                   | 1              | 5              | 2            | 1           | 1         | -            | 17           | 4                   | 18                  | 282                 | 282                 | 282     | 282     | 282     | 282    | 282    | 282    | 282    | 282    |        |        |        |        |
| Sezon 1988/1989                                          |                        |                        |               |               |                        |                        |                        |                   |                     |                     |                |                |              |             |           |              |              |                     |                     |                     |                     |         |         |         |        |        |        |        |        |        |        |        |        |
| Thunder Bay                                              | Thunder Bay            | Lake Placid            | Lake Placid   | Sapporo       | Sapporo                | Oberstdorf             | Garmisch-Partenkirchen | Innsbruck         | Bischofshofen       | Liberec             | Harrachov      | Oberhof        | Oberhof      | Chamonix    | Oslo      | Örnsköldsvik | Harrachov    | Planica             | Planica             | punkty              | punkty              | punkty  | punkty  | punkty  | punkty | punkty | punkty | punkty | punkty |        |        |        |        |
| 3                                                        | 51                     | -                      | -             | 1             | 3                      | 3                      | 1                      | 5                 | 18                  | -                   | -              | -              | -            | -           | -         | -            | -            | -                   | -                   | 106                 | 106                 | 106     | 106     | 106     | 106    | 106    | 106    | 106    | 106    |        |        |        |        |
| Sezon 1989/1990                                          |                        |                        |               |               |                        |                        |                        |                   |                     |                     |                |                |              |             |           |              |              |                     |                     |                     |                     |         |         |         |        |        |        |        |        |        |        |        |        |
| Thunder Bay                                              | Thunder Bay            | Lake Placid            | Lake Placid   | Sapporo       | Sapporo                | Oberstdorf             | Garmisch-Partenkirchen | Innsbruck         | Bischofshofen       | Harrachov           | Liberec        | Zakopane       | Sankt Moritz | Gstaad      | Engelberg | Predazzo     | Predazzo     | Lahti               | Lahti               | Örnsköldsvik        | Solleftea           | Raufoss | Planica | Planica | punkty |        |        |        |        |        |        |        |        |
| 10                                                       | 18                     | 2                      | 8             | -             | -                      | 7                      | 4                      | 33                | 40                  | 23                  | 24             | -              | -            | -           | -         | -            | -            | -                   | -                   | -                   | -                   | -       | -       | -       | 55     |        |        |        |        |        |        |        |        |
| Sezon 1990/1991                                          |                        |                        |               |               |                        |                        |                        |                   |                     |                     |                |                |              |             |           |              |              |                     |                     |                     |                     |         |         |         |        |        |        |        |        |        |        |        |        |
| Lake Placid                                              | Lake Placid            | Thunder Bay            | Thunder Bay   | Sapporo       | Sapporo                | Oberstdorf             | Garmisch-Partenkirchen | Innsbruck         | Bischofshofen       | Oberhof             | Tauplitz       | Tauplitz       | Lahti        | Lahti       | Bollnäs   | Falun        | Trondheim    | Oslo                | Planica             | Planica             | Szczyrbskie Jezioro | punkty  | punkty  | punkty  | punkty | punkty | punkty | punkty | punkty | punkty |        |        |        |
| 27                                                       | 28                     | 44                     | 16            | -             | -                      | -                      | -                      | -                 | -                   | -                   | -              | -              | -            | -           | -         | -            | -            | -                   | -                   | -                   | -                   | 0       | 0       | 0       | 0      | 0      | 0      | 0      | 0      | 0      |        |        |        |
| Legenda                                                  |                        |                        |               |               |                        |                        |                        |                   |                     |                     |                |                |              |             |           |              |              |                     |                     |                     |                     |         |         |         |        |        |        |        |        |        |        |        |        |
| 1 2 3 4-10 11-15 poniżej 15 - – zawodnik nie wystartował |                        |                        |               |               |                        |                        |                        |                   |                     |                     |                |                |              |             |           |              |              |                     |                     |                     |                     |         |         |         |        |        |        |        |        |        |        |        |        |

### Turniej Czterech Skoczni

#### Miejsca w klasyfikacji generalnej
| Sezon     | Miejsce |
| --------- | ------- |
| 1981/1982 | 11.     |
| 1982/1983 | 1.      |
| 1983/1984 | 3.      |
| 1984/1985 | 2.      |
| 1986/1987 | 66.     |
| 1987/1988 | 1.      |
| 1988/1989 | 2.      |
| 1989/1990 | 16.     |

### Turniej Szwajcarski

#### Miejsca w klasyfikacji generalnej
| Sezon | Miejsce |
| ----- | ------- |
| 1985  | 51.     |
| 1986  | 2.      |
| 1988  | 1.      |

### Turniej Czeski

#### Miejsca w klasyfikacji generalnej
| Sezon | Miejsce |
| ----- | ------- |
| 1981  | 36.     |
| 1983  | 5.      |
| 1986  | 1.      |
| 1990  | 19.     |

## Puchar Europy

### Miejsca w klasyfikacji generalnej
| Sezon     | Miejsce |
| --------- | ------- |
| 1982/1983 | 44.     |
| 1984/1985 | 24.     |

### Miejsca na podium
| Sezon PE  | 1. miejsce | 2. miejsce | 3. miejsce | razem |
| 1982/1983 | -          | 1          | -          | 1     |
| 1984/1985 | -          | 1          | 1          | 2     |
| suma      | -          | 2          | 1          | 3     |

### Miejsca na podium w konkursach Pucharu Europy
| Lp. | Dzień      | Rok  | Miejscowość | Skocznia    | Punkt K | Skok 1 | Skok 2 | Nota      | Lok. | Strata   | Zwycięzca         |
| --- | ---------- | ---- | ----------- | ----------- | ------- | ------ | ------ | --------- | ---- | -------- | ----------------- |
| 1.  | 12 grudnia | 1982 | Lillehammer | Lysgårds    | K-?     | ? m    | ? m    | 265,5 pkt | 2.   | 0,7 pkt  | Jari Puikkonen    |
| 2.  | 31 marca   | 1985 | Ruka        | Rukatunturi | K-?     | ? m    | ? m    | 205,5 pkt | 3.   | 4,8 pkt  | Franz Neuländtner |
| 3.  | 3 kwietnia | 1985 | Bardufoss   | Heggelia    | K-39    | ? m    | ? m    | 218,3 pkt | 2.   | 10,1 pkt | Richard Schallert |

### Miejsca w poszczególnych konkursachPucharu Europy
| Sezon 1982/1983                                          |              |              |           |           |          |            |           |           |           |          |            |              |              |           |                  |        |           |        |           |                     |      |                     |          |          |        |        |        |        |        |        |        |        |        |        |        |        |        |        |
| Raufoss                                                  | Lillehammer  | Sankt Moritz | Planica   | Villach   | Tarvisio | Schwarzach | Willingen | Willingen | La Molina | Travnik  | Chamonix   | Saint-Nizier | Saint-Nizier | Schönwald | Titisee-Neustadt | Sprova | Stjoerdal | Meldal | Seefeld   | Szczyrbskie Jezioro | Ruka | Szczyrbskie Jezioro | Ruka     | Feldberg | punkty | punkty | punkty | punkty | punkty | punkty | punkty | punkty | punkty | punkty |        |        |        |        |
| 9                                                        | 2            | -            | -         | -         | -        | -          | -         | -         | -         | -        | -          | -            | -            | -         | -                | -      | -         | -      | -         | -                   | -    | -                   | -        | -        | 27     | 27     | 27     | 27     | 27     | 27     | 27     | 27     | 27     | 27     |        |        |        |        |
| Sezon 1984/1985                                          |              |              |           |           |          |            |           |           |           |          |            |              |              |           |                  |        |           |        |           |                     |      |                     |          |          |        |        |        |        |        |        |        |        |        |        |        |        |        |        |
| Predazzo                                                 | Sankt Moritz | Sankt Aegyd  | Willingen | Willingen | Planica  | Liberec    | Tarvisio  | Villach   | Harrachov | Chamonix | Le Brassus | Wörgl        | Sarajewo     | Travnik   | Schönwald        | Sprova | Stjørdal  | Meldal | Rovaniemi | Ruka                | Ruka | Bardufoss           | Predazzo | punkty   | punkty | punkty | punkty | punkty | punkty | punkty | punkty | punkty | punkty | punkty | punkty | punkty | punkty | punkty |
| -                                                        | -            | -            | -         | -         | -        | -          | -         | -         | -         | -        | -          | -            | -            | -         | -                | -      | -         | -      | -         | 3                   | -    | 2                   | -        | 35       | 35     | 35     | 35     | 35     | 35     | 35     | 35     | 35     | 35     | 35     | 35     | 35     | 35     | 35     |
| Legenda                                                  |              |              |           |           |          |            |           |           |           |          |            |              |              |           |                  |        |           |        |           |                     |      |                     |          |          |        |        |        |        |        |        |        |        |        |        |        |        |        |        |
| 1 2 3 4-10 11-15 poniżej 15 - – zawodnik nie wystartował |              |              |           |           |          |            |           |           |           |          |            |              |              |           |                  |        |           |        |           |                     |      |                     |          |          |        |        |        |        |        |        |        |        |        |        |        |        |        |        |

## Puchar Kontynentalny

### Miejsca w poszczególnych konkursach Pucharu Kontynentalnego
| Sezon 1993/1994                                          |             |                |         |        |           |          |        |         |         |          |          |           |           |            |            |         |               |               |           |           |           |          |        |         |         |     |     |          |          |                     |                     |        |        |      |           |        |        |        |        |        |        |        |        |        |        |        |        |        |        |        |        |        |        |        |        |        |        |        |        |        |        |        |        |        |        |        |        |        |        |        |
| Lillehammer                                              | Lillehammer | Oberwiesenthal | Lauscha | Woergl | St Moritz | St Aegyd | Gallio | Sapporo | Sapporo | Ironwood | Ironwood | Willingen | Willingen | Ruhpolding | Saalfelden | Planica | Iron Mountain | Iron Mountain | Ishpeming | Ishpeming | Schönwald | Neustadt | Kuopio | Calgary | Calgary | Zao | Zao | Zakopane | Zakopane | Szczyrbskie Jezioro | Szczyrbskie Jezioro | Sprova | Sprova | Ruka | Rovaniemi | punkty | punkty | punkty | punkty | punkty | punkty | punkty | punkty | punkty | punkty | punkty | punkty | punkty | punkty | punkty | punkty | punkty | punkty | punkty | punkty | punkty | punkty | punkty | punkty | punkty | punkty | punkty | punkty | punkty | punkty | punkty | punkty | punkty | punkty | punkty |
| -                                                        | -           | -              | -       | -      | -         | -        | -      | -       | -       | -        | -        | -         | -         | -          | -          | -       | -             | -             | -         | -         | -         | -        | -      | -       | -       | -   | -   | -        | -        | -                   | -                   | -      | -      | 61   | 53        | 0      | 0      | 0      | 0      | 0      | 0      | 0      | 0      | 0      | 0      | 0      | 0      | 0      | 0      | 0      | 0      | 0      | 0      | 0      | 0      | 0      | 0      | 0      | 0      | 0      | 0      | 0      | 0      | 0      | 0      | 0      | 0      | 0      | 0      | 0      |
| Legenda                                                  |             |                |         |        |           |          |        |         |         |          |          |           |           |            |            |         |               |               |           |           |           |          |        |         |         |     |     |          |          |                     |                     |        |        |      |           |        |        |        |        |        |        |        |        |        |        |        |        |        |        |        |        |        |        |        |        |        |        |        |        |        |        |        |        |        |        |        |        |        |        |        |
| 1 2 3 4-10 11-30 poniżej 30 - – zawodnik nie wystartował |             |                |         |        |           |          |        |         |         |          |          |           |           |            |            |         |               |               |           |           |           |          |        |         |         |     |     |          |          |                     |                     |        |        |      |           |        |        |        |        |        |        |        |        |        |        |        |        |        |        |        |        |        |        |        |        |        |        |        |        |        |        |        |        |        |        |        |        |        |        |        |

## Mistrzostwa Finlandii
Matti Nykänen zdobył łącznie (indywidualnie i drużynowo) 22 medale podczas zawodów o mistrzostwo kraju. Na liczbę tę składa się 13 złotych, 2 srebrne oraz 7 brązowych krążków. Indywidualnie mistrzem był dziewięciokrotnie: cztery razy na skoczni normalnej (1983, 1987, 1988, 1989) oraz pięć razy na skoczni dużej (1981, 1982, 1983, 1987, 1988).